# دنیاگیری کووید-۱۹ در ایران
در پی بحران دنیاگیری بیماری کروناویروس در نقاط مختلف جهان، دنیاگیری کروناویروس در ایران به‌صورت رسمی در ۳۰ بهمن ۱۳۹۸ تأیید شد. هرچند به گفته برخی متخصصان از دی ماه بیمارانی با علائم کروناویروس به مراکز درمانی مراجعه کرده‌اند که به علت نو پدید بودن بیماری مورد شناسایی قرار نگرفته‌اند و به گفته معاون وزیر، چون در مقطع اوج همه‌گیری بیماری آنفلوانزای H1N1 بود، نظام سلامت به اشتباه آن را آنفلوانزا تشخیص داده و دیر متوجه ورود بیماری می‌شود.
از ۳ اسفند ۱۳۹۸ وضعیت در ایران از سفید خارج و وارد وضعیت زرد شد. در ۸ اسفند مایک رایان مدیر اجرایی برنامهٔ فوریت‌های پزشکی سازمان جهانی بهداشت گفت: ایران که در هفتهٔ گذشته فقط دو مورد ابتلا داشته است، امروز تا ۲۴۵ مورد آلودگی به کرونا را تأیید کرده است. به گفتهٔ رایان این بیماری بدون هیچ‌گونه شناسایی وارد ایران شده و ممکن است ابعاد آن بسیار بیشتر از چیزی باشد که می‌بینیم. در ۹ اسفند، کیانوش جهانپور رئیس مرکز روابط عمومی و اطلاع‌رسانی وزارت بهداشت ایران اعلام کرد شیب نمودار ابتلا به ویروس کرونا در روزهای آینده کماکان صعودی خواهد بود. روز چهارشنبه ۱۴ اسفند حسن روحانی، رئیس‌جمهور سابق ایران گفت: شیوع ویروس جدید کرونا تقریباً تمامی استان‌های کشور را دربرگرفته است. در اواسط فوریهٔ ۲۰۲۰ ایران پس از چین به دومین نقطهٔ کانونی گسترش ویروس کرونا در جهان تبدیل شد. اولین مبتلایان به کرونا در کشورهای لبنان، بحرین، عراق، افغانستان، عمان، پاکستان، گرجستان، جمهوری آذربایجان، عربستان، استونی، نیوزیلند و مجارستان همگی افرادی هستند که طی سفر به ایران به این ویروس آلوده شده‌اند.
در ۳ فروردین ماه ۱۳۹۹ رئیس مرکز روابط عمومی و اطلاع‌رسانی وزارت بهداشت، درمان و آموزش پزشکی اعلام کرد که «قرنطینه سطح سه علیه کرونا در حال اجراست» اما محدودیت‌های بیشتر مستلزم حکومت نظامی است که نه ممکن است و نه مطلوب. در ۲۳ فروردین بخش عمده ای از اصناف با رعایت پروتکل‌های بهداشتی مجدداً فعال شدند. در ۱۴ اردیبهشت بر اساس اعلام وزارت بهداشت، درمان و آموزش پزشکی ۶۱ شهر کشور در وضعیت قرمز قرار دارند که دارای بیش از سه نفر بیمار بستری در هر صدهزار نفر جمعیت هستند و تعداد ۱۳۲ شهر در وضعیت سفید قرار دارند که حداکثر یک بیمار بستری به ازای هر صد هزار نفر جمعیت دارند. در این شهرها مساجد و مراسم مذهبی با رعایت پروتکل بهداشتی از نیمه اردیبهشت بازگشایی شده است. در ۱۴ خرداد ۱۳۹۹ ایران به اولین کشور دنیا تبدیل شد که پس از یک دورهٔ کاهش شمار مبتلایان، وارد موج دوم همه‌گیری کرونا شد. در این روز شمار مبتلایان ایران در یک شبانه‌روز، ۳٬۵۷۴ نفر گزارش شد که از بالاترین آمار قبلی (۳٬۱۸۶ نفر در ۱۰ فرودین ۹۹) بیشتر است. بدین ترتیب نخستین پیک بیماری از اسفند ۱۳۹۸ تا فرودین ۱۳۹۹ رخ داد که در نتیجه اجرای قرنطینه از شدت ابتلا کاسته شد. با رفع محدودیت‌ها بیماری مجدداً اوج گرفت و پیک دوم آن از اواخر خرداد ۱۳۹۹ به وقوع پیوست.
به گفته روابط عمومی وزارت بهداشت، درمان و آموزش پزشکی ایران تا ظهر جمعه ۱۲ اردیبهشت ۱۳۹۹، از ۴۷۵ هزار و ۲۳ آزمایش تشخیص کووید-۱۹ انجام شده در ایران، تعداد ۹۵ هزار و ۶۴۶ بیمار مبتلا شناسایی شده که از این تعداد ۶ هزار و ۹۱ نفر جان باخته‌اند و همچنین ۷۶ هزار و ۳۱۸ نفر از مبتلایان به این ویروس تاکنون بهبود یافته‌اند. طبق آمار رسمی، ایران پس از ایالات متحده آمریکا، ایتالیا، اسپانیا، فرانسه، بریتانیا، بلژیک، برزیل و آلمان بیشترین تعداد جان‌باختگان بر اثر ابتلا به کرونا را داشته‌اشت. این آمار تا تاریخ ۱۹ اسفند صرفاً بر مبنای موارد مثبت تست کرونا طبق استاندارد سازمان جهانی بهداشت و از این تاریخ برمبنای عوارض بالینی سی‌تی اسکن ریه در کنار تست بوده است. تخمین‌هایی که توسط محققان و صاحب‌نظران زده شده، از جمله تحقیقاتی در دانشگاه تورنتو، میزان ابتلا و مرگ و میر را بسیار بیشتر از آمار رسمی دانسته‌اند. و مدارک محرمانه افشا شده به بی‌بی‌سی فارسی نشان می‌دهد که آمار جان‌باختگان در اثر این بیماری یا مشکوک به آن، تا پایان تیر ماه حدود ۴۲ هزار نفر و سه برابر میزان اعلام شده توسط دولت است. مرکز پژوهش‌های مجلس در گزارشی که در ۲۶ فروردین ۱۳۹۹ منتشر شد، برآورد کرد که آمار واقعی افراد جان‌باخته حدود دو برابر و تعداد مبتلایان بین ۸ تا ۱۰ برابر آمار اعلام شده توسط وزارت بهداشت است. در مجموع، در چند ماه نخست شیوع بیماری مشکل کم شماری به علت کمبود امکان تست بیماران وجود داشته است. طبق اعلام حسن روحانی مبتنی بر مطالعات شیوع‌شناسی احتمالاً تا پایان تیر ۲۵ میلیون نفر از مردم ایران به کرونا آلوده شده‌اند و پیش‌بینی می‌شود که ۳۰ تا میلیون نفر دیگر در ماه‌های آتی به این بیماری مبتلا شوند. ۸۰ درصد موارد علائم آن بسیار خفیف است. ۹۰ درصد افراد فوت شده دارای بیماری زمینه ای شامل فشارخون، دیابت، وزن بالا، بیماری‌های قلبی-عروقی و بیماری‌های تنفسی بوده‌اند.
در ۲۱ بهمن ۱۳۹۹، واکسیناسیون سراسری علیه بیماری کووید-۱۹ در ایران در بیمارستان امام خمینی تهران و استان‌های دیگر با واکسن اسپوتنیک وی روسیه آغاز شد.

## پیش‌زمینه
اولین بار در دسامبر سال ۲۰۱۹ در شهر ووهان چین، پس از اینکه مردم بدون علت مشخصی دچار سینه پهلو شدند و واکسن‌ها و درمان‌های موجود مؤثر نبودند، نوع جدیدی از کروناویروس شناسایی شد که ابتدا به آن عنوان 2019-nCoV داده شد ولی با عبور تعداد قربانیان ویروس کرونا از مرز ۱۰۰۰ نفر سازمان جهانی بهداشت برای بیماری ناشی از آن نام رسمی کووید-۱۹ انتخاب کرد. در ۳۰ ژانویهٔ ۲۰۲۰، سازمان جهانی بهداشت با انتشار بیانیه‌ای، شیوع کروناویروس جدید را یک وضعیت اضطراری بهداشت عمومی اعلام کرد که تهدیدی برای تمام جهان به‌شمار می‌رود. در ۱۱ مارس، سازمان جهانی بهداشت شیوع بیماری را دنیاگیری اعلام کرد.

## منشأ بیماری
منشأ اصلی بروز این بیماری در ایران به درستی معلوم نیست. نخستین موارد تأیید شده از دنیاگیری جهانی بیماری کروناویروس ۲۰۱۹ در ایران در تاریخ ۲۹ بهمن ۱۳۹۸ از قم گزارش شد. هرچند پیش از این نیز موارد مشکوک به این بیماری در ایران گزارش شده بود. بر اساس مطالعات انجام شده، منشأ پخش بیماری کروناویروس ۲۰۱۹ در قم در ارتباط با تعدادی کارگر و تعدادی دانشجوی چینی بوده که در این استان حضور داشتند. سعید نمکی، وزیر بهداشت ایران اعلام کرده‌است که یکی از اولین جان‌باختگان اعلام شده در قم، بازرگانی بود که سفرهایی به چین داشته‌است. علیرضا رئیسی، معاون بهداشت وزیر بهداشت، با بیان اینکه این بیماری از دو منشأ قم و گیلان به سایر نقاط کشور سرایت کرده، تعدادی کارگر و دانشجوی چینی در قم را عامل آن دانست. وی با تأکید بر اینکه در رابطه با گیلان اطلاعاتمان کامل نیست این احتمال را مطرح کرد که تعدادی از دانشجویان ساکن ووهان چین، که قبل از قرنطینه این شهر به استان گیلان بازگشته‌اند منشأ بیماری باشند. به گفته مینو محرز، عضو کمیته کشوری بیماری‌های عفونی وزارت بهداشت و عضو ستاد ملی کرونا، فرضیه دیگر توسط یک گروه اپیدمیولوژیست به ریاست دکتر حق دوست احتمال داده که یک دانشجوی ایرانی نخستین بار بیماری را از چین به گیلان آورده‌است.
سید علی خامنه‌ای، رهبر جمهوری اسلامی ایران، مقام‌های آمریکایی را به تولید ویروس کرونا متهم کرده‌است. در واکنش به این سخنان، مورگان اورتاگس، سخنگوی وزارت امور خارجه ایالات متحده، سخنان خامنه‌ای را تئوری توطئه خوانده‌است و می‌گوید «آیت‌الله» خلاقیت به‌خرج نداده و دروغ‌های چین را تکرار می‌کند.
ادامه یافتن پروازهای بین‌المللی به چین از جمله پروازهای شرکت هواپیمایی ماهان نیز از دیگر دلایل شیوع ویروس کرونا از چین به ایران نام برده شده‌است.

## وضعیت شیوع بیماری
| کووید ۱۹ موارد در ایران () درگذشتگان بهبودی‌ها موارد فعال فوریه مارس آوریل مه ژوئن ژوئیه اوت سپتامبر اکتبر نوامبر 15 روز گذشته | کووید ۱۹ موارد در ایران () درگذشتگان بهبودی‌ها موارد فعال فوریه مارس آوریل مه ژوئن ژوئیه اوت سپتامبر اکتبر نوامبر 15 روز گذشته | کووید ۱۹ موارد در ایران () درگذشتگان بهبودی‌ها موارد فعال فوریه مارس آوریل مه ژوئن ژوئیه اوت سپتامبر اکتبر نوامبر 15 روز گذشته | کووید ۱۹ موارد در ایران () درگذشتگان بهبودی‌ها موارد فعال فوریه مارس آوریل مه ژوئن ژوئیه اوت سپتامبر اکتبر نوامبر 15 روز گذشته | کووید ۱۹ موارد در ایران () درگذشتگان بهبودی‌ها موارد فعال فوریه مارس آوریل مه ژوئن ژوئیه اوت سپتامبر اکتبر نوامبر 15 روز گذشته |
| --- | --- | --- | --- | --- |
| تاریخ | تاریخ | | # موارد (تست شده) | # درگذشته |
| 2020-02-19 | 2020-02-19 | | 2(n.a.) | |
| 2020-02-20 | 2020-02-20 | | 5(٪150+) | 2(+0) |
| 2020-02-21 | 2020-02-21 | | 18(٪260+) | 4(+2) |
| 2020-02-22 | 2020-02-22 | | 29(٪61+) | 6(+2) |
| 2020-02-23 | 2020-02-23 | | 43(٪48+) | 8(+2) |
| 2020-02-24 | 2020-02-24 | | 64(٪49+) | 12(+4) |
| 2020-02-25 | 2020-02-25 | | 95(٪48+) | 16(+4) |
| 2020-02-26 | 2020-02-26 | | 139(٪46+) | 19(+3) |
| 2020-02-27 | 2020-02-27 | | 245(٪76+) | 26(+7) |
| 2020-02-28 | 2020-02-28 | | 388(٪58+) | 34(+8) |
| 2020-02-29 | 2020-02-29 | | 593(٪53+) | 43(+9) |
| 2020-03-01 | 2020-03-01 | | 978(٪65+) | 54(+11) |
| 2020-03-02 | 2020-03-02 | | 1,501(٪53+) | 66(+12) |
| 2020-03-03 | 2020-03-03 | | 2,336(٪56+) | 77(+11) |
| 2020-03-04 | 2020-03-04 | | 2,922(٪25+) | 92(+15) |
| 2020-03-05 | 2020-03-05 | | 3,513(٪20+) | 107(٪16+) |
| 2020-03-06 | 2020-03-06 | | 4,747(٪35+) | 124(٪16+) |
| 2020-03-07 | 2020-03-07 | | 5,823(٪23+) | 145(٪17+) |
| 2020-03-08 | 2020-03-08 | | 6,566(٪13+) | 194(٪34+) |
| 2020-03-09 | 2020-03-09 | | 7,161(٪9.1+) | 237(٪22+) |
| 2020-03-10 | 2020-03-10 | | 8,042(٪12+) | 291(٪23+) |
| 2020-03-11 | 2020-03-11 | | 9,000(٪12+) | 354(٪22+) |
| 2020-03-12 | 2020-03-12 | | 10,075(٪10+) | 429(٪21+) |
| 2020-03-13 | 2020-03-13 | | 11,364(٪13+) | 514(٪20+) |
| 2020-03-14 | 2020-03-14 | | 12,729(٪12+) | 611(٪19+) |
| 2020-03-15 | 2020-03-15 | | 13,938(٪9.5+) | 724(٪18+) |
| 2020-03-16 | 2020-03-16 | | 14,991(٪7.6+) | 853(٪18+) |
| 2020-03-17 | 2020-03-17 | | 16,169(٪7.9+) | 988(٪16+) |
| 2020-03-18 | 2020-03-18 | | 17,361(٪7.3+) | 1,135(٪15+) |
| 2020-03-19 | 2020-03-19 | | 18,407(٪6.0+) | 1,284(٪13+) |
| 2020-03-20 | 2020-03-20 | | 19,644(٪6.7+) | 1,433(٪12+) |
| 2020-03-21 | 2020-03-21 | | 20,610(٪4.9+) | 1,556(٪8.6+) |
| 2020-03-22 | 2020-03-22 | | 21,638(٪5.0+) | 1,685(٪8.3+) |
| 2020-03-23 | 2020-03-23 | | 23,049(٪6.5+) | 1,812(٪7.5+) |
| 2020-03-24 | 2020-03-24 | | 24,811(٪7.6+) | 1,934(٪6.7+) |
| 2020-03-25 | 2020-03-25 | | 27,077(٪9.1+) | 2,077(٪7.2+) |
| 2020-03-26 | 2020-03-26 | | 29,406(٪8.6+) | 2,234(٪7.5+) |
| 2020-03-27 | 2020-03-27 | | 32,332(٪10+) | 2,378(٪6.4+) |
| 2020-03-28 | 2020-03-28 | | 35,408(٪9.5+) | 2,517(٪5.8+) |
| 2020-03-29 | 2020-03-29 | | 38,309(٪8.2+) | 2,640(٪6.9+) |
| 2020-03-30 | 2020-03-30 | | 41,495(٪8.3+) | 2,757(٪4.4+) |
| 2020-03-31 | 2020-03-31 | | 44,606(٪7.5+) | 2,898(٪5.1+) |
| 2020-04-01 | 2020-04-01 | | 47,593(٪6.7+) | 3,036(٪4.8+) |
| 2020-04-02 | 2020-04-02 | | 50,468(٪6.0+) | 3,160(٪4.1+) |
| 2020-04-03 | 2020-04-03 | | 53,183(٪5.4+) | 3,294(٪4.2+) |
| 2020-04-04 | 2020-04-04 | | 55,743(٪4.8+) | 3,452(٪4.8+) |
| 2020-04-05 | 2020-04-05 | | 58,226(٪4.5+) | 3,603(٪4.4+) |
| 2020-04-06 | 2020-04-06 | | 60,500(٪4.0+) | 3,739(٪3.8+) |
| 2020-04-07 | 2020-04-07 | | 62,589(٪3.5+) | 3,872(٪3.6+) |
| 2020-04-08 | 2020-04-08 | | 64,586(٪3.2+) | 3,993(٪3.1+) |
| 2020-04-09 | 2020-04-09 | | 66,220(٪2.6+) | 4,110(٪2.9+) |
| 2020-04-10 | 2020-04-10 | | 68,192(٪3.0+) | 4,232(٪2.9+) |
| 2020-04-11 | 2020-04-11 | | 70,029(٪2.7+) | 4,357(٪2.9+) |
| 2020-04-12 | 2020-04-12 | | 71,686(٪2.4+) | 4,474(٪2.7+) |
| 2020-04-13 | 2020-04-13 | | 73,303(٪2.3+) | 4,585(٪2.5+) |
| 2020-04-14 | 2020-04-14 | | 74,877(٪2.1+) | 4,683(٪2.1+) |
| 2020-04-15 | 2020-04-15 | | 76,389(٪2.0+) | 4,777(٪2.0+) |
| 2020-04-16 | 2020-04-16 | | 77,995(٪2.1+) | 4,869(٪1.9+) |
| 2020-04-17 | 2020-04-17 | | 79,494(٪1.9+) | 4,958(٪1.8+) |
| 2020-04-18 | 2020-04-18 | | 80,868(٪1.7+) | 5,031(٪1.5+) |
| 2020-04-19 | 2020-04-19 | | 82,211(٪1.7+) | 5,118(٪1.7+) |
| 2020-04-20 | 2020-04-20 | | 83,505(٪1.5+) | 5,209(٪1.5+) |
| 2020-04-21 | 2020-04-21 | | 84,802(٪1.5+) | 5,297(٪1.7+) |
| 2020-04-22 | 2020-04-22 | | 85,996(٪1.4+) | 5,391(٪1.8+) |
| 2020-04-23 | 2020-04-23 | | 87,026(٪1.2+) | 5,481(٪1.7+) |
| 2020-04-24 | 2020-04-24 | | 88,194(٪1.3+) | 5,574(٪1.7+) |
| 2020-04-25 | 2020-04-25 | | 89,328(٪1.3+) | 5,650(٪1.4+) |
| 2020-04-26 | 2020-04-26 | | 90,481(٪1.3+) | 5,710(٪1.1+) |
| 2020-04-27 | 2020-04-27 | | 91,472(٪1.1+) | 5,806(٪1.7+) |
| 2020-04-28 | 2020-04-28 | | 92,584(٪1.2+) | 5,877(٪1.2+) |
| 2020-04-29 | 2020-04-29 | | 93,657(٪1.2+) | 5,957(٪1.4+) |
| 2020-04-30 | 2020-04-30 | | 94,640(٪1.0+) | 6,028(٪1.2+) |
| 2020-05-01 | 2020-05-01 | | 95,646(٪1.1+) | 6,091(٪1.0+) |
| 2020-05-02 | 2020-05-02 | | 96,448(٪0.8+) | 6,156(٪1.1+) |
| 2020-05-03 | 2020-05-03 | | 97,424(٪1.0+) | 6,203(٪0.8+) |
| 2020-05-04 | 2020-05-04 | | 98,647(٪1.3+) | 6,277(٪1.2+) |
| 2020-05-05 | 2020-05-05 | | 99,970(٪1.3+) | 6,340(٪1.0+) |
| 2020-05-06 | 2020-05-06 | | 101,650(٪1.7+) | 6,418(٪1.2+) |
| 2020-05-07 | 2020-05-07 | | 103,135(٪1.5+) | 6,486(٪1.1+) |
| 2020-05-08 | 2020-05-08 | | 104,691(٪1.5+) | 6,541(٪0.8+) |
| 2020-05-09 | 2020-05-09 | | 106,220(٪1.5+) | 6,589(٪0.7+) |
| 2020-05-10 | 2020-05-10 | | 107,603(٪1.3+) | 6,640(٪0.8+) |
| 2020-05-11 | 2020-05-11 | | 109,286(٪1.6+) | 6,685(٪0.7+) |
| 2020-05-12 | 2020-05-12 | | 110,767(٪1.4+) | 6,733(٪0.7+) |
| 2020-05-13 | 2020-05-13 | | 112,725(٪1.8+) | 6,783(٪0.7+) |
| 2020-05-14 | 2020-05-14 | | 114,533(٪1.6+) | 6,854(٪1.0+) |
| 2020-05-15 | 2020-05-15 | | 116,635(٪1.8+) | 6,902(٪0.7+) |
| 2020-05-16 | 2020-05-16 | | 118,392(٪1.5+) | 6,937(٪0.5+) |
| 2020-05-17 | 2020-05-17 | | 120,198(٪1.5+) | 6,988(٪0.7+) |
| 2020-05-18 | 2020-05-18 | | 122,492(٪1.9+) | 7,057(٪1.0+) |
| 2020-05-19 | 2020-05-19 | | 124,603(٪1.7+) | 7,119(٪0.9+) |
| 2020-05-20 | 2020-05-20 | | 126,949(٪1.9+) | 7,183(٪0.9+) |
| 2020-05-21 | 2020-05-21 | | 129,341(٪1.88+) | 7,249(٪0.92+) |
| 2020-05-22 | 2020-05-22 | | 131,652(٪1.79+) | 7,300(٪0.70+) |
| 2020-05-23 | 2020-05-23 | | 133,521(٪1.42+) | 7,359(٪0.81+) |
| 2020-05-24 | 2020-05-24 | | 135,701(٪1.63+) | 7,417(٪0.79+) |
| 2020-05-25 | 2020-05-25 | | 137,724(٪1.49+) | 7,451(٪0.46+) |
| 2020-05-26 | 2020-05-26 | | 139,511(٪1.30+) | 7,508(٪0.76+) |
| 2020-05-27 | 2020-05-27 | | 141,591(٪1.49+) | 7,564(٪0.75+) |
| 2020-05-28 | 2020-05-28 | | 143,849(٪1.59+) | 7,627(٪0.83+) |
| 2020-05-29 | 2020-05-29 | | 146,668(٪1.96+) | 7,677(٪0.66+) |
| 2020-05-30 | 2020-05-30 | | 148,950(٪1.56+) | 7,734(٪0.74+) |
| 2020-05-31 | 2020-05-31 | | 151,466(٪1.69+) | 7,797(٪0.81+) |
| 2020-06-01 | 2020-06-01 | | 154,445(٪1.97+) | 7,878(٪1.04+) |
| 2020-06-02 | 2020-06-02 | | 157,562(٪2.02+) | 7,924(٪0.58+) |
| 2020-06-03 | 2020-06-03 | | 160,696(٪1.99+) | 8,012(٪1.11+) |
| 2020-06-04 | 2020-06-04 | | 164,270(٪2.22+) | 8,071(٪0.74+) |
| 2020-06-05 | 2020-06-05 | | 167,156(٪1.76+) | 8,134(٪0.78+) |
| 2020-06-06 | 2020-06-06 | | 169,425(٪1.36+) | 8,209(٪0.92+) |
| 2020-06-07 | 2020-06-07 | | 171,789(٪1.40+) | 8,281(٪0.88+) |
| 2020-06-08 | 2020-06-08 | | 173,832(٪1.19+) | 8,351(٪0.85+) |
| 2020-06-09 | 2020-06-09 | | 175,927(٪1.21+) | 8,425(٪0.89+) |
| 2020-06-10 | 2020-06-10 | | 177,938(٪1.14+) | 8,506(٪0.96+) |
| 2020-06-11 | 2020-06-11 | | 180,176(٪1.26+) | 8,584(٪0.92+) |
| 2020-06-12 | 2020-06-12 | | 182,545(٪1.31+) | 8,659(٪0.87+) |
| 2020-06-13 | 2020-06-13 | | 184,955(٪1.32+) | 8,730(٪0.82+) |
| 2020-06-14 | 2020-06-14 | | 187,427(٪1.34+) | 8,837(٪1.23+) |
| 2020-06-15 | 2020-06-15 | | 189,876(٪1.31+) | 8,950(٪1.28+) |
| 2020-06-16 | 2020-06-16 | | 192,439(٪1.35+) | 9,065(٪1.28+) |
| 2020-06-17 | 2020-06-17 | | 195,051(٪1.36+) | 9,185(٪1.32+) |
| 2020-06-18 | 2020-06-18 | | 197,647(٪1.33+) | 9,272(٪0.95+) |
| 2020-06-19 | 2020-06-19 | | 200,262(٪1.32+) | 9,392(٪1.29+) |
| 2020-06-20 | 2020-06-20 | | 202,584(٪1.16+) | 9,507(٪1.22+) |
| 2020-06-21 | 2020-06-21 | | 204,952(٪1.17+) | 9,623(٪1.22+) |
| 2020-06-22 | 2020-06-22 | | 207,525(٪1.26+) | 9,742(٪1.24+) |
| 2020-06-23 | 2020-06-23 | | 209,970(٪1.18+) | 9,863(٪1.24+) |
| 2020-06-24 | 2020-06-24 | | 212,501(٪1.21+) | 9,996(٪1.35+) |
| 2020-06-25 | 2020-06-25 | | 215,096(٪1.22+) | 10,130(٪1.34+) |
| 2020-06-26 | 2020-06-26 | | 217,724(٪1.22+) | 10,239(٪1.08+) |
| 2020-06-27 | 2020-06-27 | | 220,180(٪1.13+) | 10,364(٪1.22+) |
| 2020-06-28 | 2020-06-28 | | 222,669(٪1.13+) | 10,508(٪1.39+) |
| 2020-06-29 | 2020-06-29 | | 225,205(٪1.14+) | 10,670(٪1.54+) |
| 2020-06-30 | 2020-06-30 | | 227,662(٪1.09+) | 10,817(٪1.38+) |
| 2020-07-01 | 2020-07-01 | | 230,211(٪1.12+) | 10,958(٪1.30+) |
| 2020-07-02 | 2020-07-02 | | 232,863(٪1.15+) | 11,106(٪1.35+) |
| 2020-07-03 | 2020-07-03 | | 235,429(٪1.10+) | 11,260(٪1.39+) |
| 2020-07-04 | 2020-07-04 | | 237,878(٪1.04+) | 11,408(٪1.31+) |
| 2020-07-05 | 2020-07-05 | | 240,438(٪1.08+) | 11,571(٪1.43+) |
| 2020-07-06 | 2020-07-06 | | 243,051(٪1.09+) | 11,731(٪1.38+) |
| 2020-07-07 | 2020-07-07 | | 245,688(٪1.08+) | 11,931(٪1.70+) |
| 2020-07-08 | 2020-07-08 | | 248,379(٪1.10+) | 12,084(٪1.28+) |
| 2020-07-09 | 2020-07-09 | | 250,458(٪0.84+) | 12,305(٪1.83+) |
| 2020-07-10 | 2020-07-10 | | 252,720(٪0.90+) | 12,447(٪1.15+) |
| 2020-07-11 | 2020-07-11 | | 255,117(٪0.95+) | 12,635(٪1.51+) |
| 2020-07-12 | 2020-07-12 | | 257,303(٪0.86+) | 12,829(٪1.54+) |
| 2020-07-13 | 2020-07-13 | | 259,652(٪0.91+) | 13,032(٪1.58+) |
| 2020-07-14 | 2020-07-14 | | 262,173(٪0.97+) | 13,211(٪1.37+) |
| 2020-07-15 | 2020-07-15 | | 264,561(٪0.91+) | 13,410(٪1.51+) |
| 2020-07-16 | 2020-07-16 | | 267,061(٪0.94+) | 13,608(٪1.48+) |
| 2020-07-17 | 2020-07-17 | | 269,440(٪0.89+) | 13,791(٪1.34+) |
| 2020-07-18 | 2020-07-18 | | 271,606(٪0.80+) | 13,979(٪1.36+) |
| 2020-07-19 | 2020-07-19 | | 273,656(٪0.75+) | 14,188(٪1.50+) |
| 2020-07-20 | 2020-07-20 | | 276,202(٪0.93+) | 14,405(٪1.53+) |
| 2020-07-21 | 2020-07-21 | | 278,827(٪0.95+) | 14,634(٪1.59+) |
| 2020-07-22 | 2020-07-22 | | 281,413(٪0.93+) | 14,853(٪1.50+) |
| 2020-07-23 | 2020-07-23 | | 284,034(٪0.93+) | 15,074(٪1.49+) |
| 2020-07-24 | 2020-07-24 | | 286,523(٪0.88+) | 15,289(٪1.43+) |
| 2020-07-25 | 2020-07-25 | | 288,839(٪0.81+) | 15,484(٪1.28+) |
| 2020-07-26 | 2020-07-26 | | 291,172(٪0.81+) | 15,700(٪1.39+) |
| 2020-07-27 | 2020-07-27 | | 293,606(٪0.84+) | 15,912(٪1.35+) |
| 2020-07-28 | 2020-07-28 | | 296,273(٪0.91+) | 16,147(٪1.48+) |
| 2020-07-29 | 2020-07-29 | | 298,909(٪0.89+) | 16,343(٪1.21+) |
| 2020-07-30 | 2020-07-30 | | 301,530(٪0.88+) | 16,569(٪1.38+) |
| 2020-07-31 | 2020-07-31 | | 304,204(٪0.89+) | 16,766(٪1.19+) |
| 2020-08-01 | 2020-08-01 | | 306,752(٪0.84+) | 16,982(٪1.29+) |
| 2020-08-02 | 2020-08-02 | | 309,437(٪0.88+) | 17,190(٪1.22+) |
| 2020-08-03 | 2020-08-03 | | 312,035(٪0.84+) | 17,405(٪1.25+) |
| 2020-08-04 | 2020-08-04 | | 314,786(٪0.88+) | 17,617(٪1.22+) |
| 2020-08-05 | 2020-08-05 | | 317,483(٪0.86+) | 17,802(٪1.05+) |
| 2020-08-06 | 2020-08-06 | | 320,117(٪0.83+) | 17,976(٪0.98+) |
| 2020-08-07 | 2020-08-07 | | 322,567(٪0.77+) | 18,132(٪0.87+) |
| 2020-08-08 | 2020-08-08 | | 324,692(٪0.66+) | 18,264(٪0.73+) |
| 2020-08-09 | 2020-08-09 | | 326,712(٪0.62+) | 18,427(٪0.89+) |
| 2020-08-10 | 2020-08-10 | | 328,844(٪0.65+) | 18,616(٪1.03+) |
| 2020-08-11 | 2020-08-11 | | 331,189(٪0.71+) | 18,800(٪0.99+) |
| 2020-08-12 | 2020-08-12 | | 333,699(٪0.76+) | 18,988(٪1.00+) |
| 2020-08-13 | 2020-08-13 | | 336,324(٪0.79+) | 19,162(٪0.92+) |
| 2020-08-14 | 2020-08-14 | | 338,825(٪0.74+) | 19,331(٪0.88+) |
| 2020-08-15 | 2020-08-15 | | 341,070(٪0.66+) | 19,492(٪0.83+) |
| 2020-08-16 | 2020-08-16 | | 343,203(٪0.63+) | 19,639(٪0.75+) |
| 2020-08-17 | 2020-08-17 | | 345,450(٪0.65+) | 19,804(٪0.84+) |
| 2020-08-18 | 2020-08-18 | | 347,835(٪0.69+) | 19,972(٪0.85+) |
| 2020-08-19 | 2020-08-19 | | 350,279(٪0.70+) | 20,125(٪0.77+) |
| 2020-08-20 | 2020-08-20 | | 352,558(٪0.65+) | 20,264(٪0.69+) |
| 2020-08-21 | 2020-08-21 | | 354,764(٪0.63+) | 20,376(٪0.55+) |
| 2020-08-22 | 2020-08-22 | | 356,792(٪0.57+) | 20,502(٪0.62+) |
| 2020-08-23 | 2020-08-23 | | 358,905(٪0.59+) | 20,643(٪0.69+) |
| 2020-08-24 | 2020-08-24 | | 361,150(٪0.63+) | 20,776(٪0.64+) |
| 2020-08-25 | 2020-08-25 | | 363,363(٪0.61+) | 20,901(٪0.60+) |
| 2020-08-26 | 2020-08-26 | | 365,606(٪0.62+) | 21,020(٪0.57+) |
| 2020-08-27 | 2020-08-27 | | 367,796(٪0.60+) | 21,137(٪0.56+) |
| 2020-08-28 | 2020-08-28 | | 369,911(٪0.58+) | 21,249(٪0.53+) |
| 2020-08-30 | 2020-08-30 | | 373,570(٪0.47+) | 21,462(٪0.48+) |
| 2020-08-31 | 2020-08-31 | | 375,212(٪0.44+) | 21,571(٪0.51+) |
| 2020-09-01 | 2020-09-01 | | 376,894(٪0.45+) | 21,672(٪0.47+) |
| 2020-09-02 | 2020-09-02 | | 378,752(٪0.49+) | 21,797(٪0.58+) |
| 2020-09-03 | 2020-09-03 | | 380,746(٪0.53+) | 21,926(٪0.59+) |
| 2020-09-04 | 2020-09-04 | | 382,772(٪0.53+) | 22,044(٪0.54+) |
| 2020-09-05 | 2020-09-05 | | 384,666(٪0.49+) | 22,154(٪0.50+) |
| 2020-09-06 | 2020-09-06 | | 386,658(٪0.52+) | 22,293(٪0.63+) |
| 2020-09-07 | 2020-09-07 | | 388,810(٪0.56+) | 22,410(٪0.52+) |
| 2020-09-08 | 2020-09-08 | | 391,112(٪0.59+) | 22,542(٪0.59+) |
| 2020-09-09 | 2020-09-09 | | 393,425(٪0.59+) | 22,669(٪0.56+) |
| 2020-09-10 | 2020-09-10 | | 395,488(٪0.52+) | 22,798(٪0.57+) |
| 2020-09-11 | 2020-09-11 | | 397,801(٪0.58+) | 22,913(٪0.50+) |
| 2020-09-12 | 2020-09-12 | | 399,940(٪0.54+) | 23,029(٪0.51+) |
| 2020-09-13 | 2020-09-13 | | 402,029(٪0.52+) | 23,157(٪0.56+) |
| 2020-09-14 | 2020-09-14 | | 404,648(٪0.65+) | 23,313(٪0.67+) |
| 2020-09-15 | 2020-09-15 | | 407,353(٪0.67+) | 23,453(٪0.60+) |
| 2020-09-16 | 2020-09-16 | | 410,334(٪0.73+) | 23,632(٪0.76+) |
| 2020-09-17 | 2020-09-17 | | 413,149(٪0.69+) | 23,808(٪0.74+) |
| 2020-09-18 | 2020-09-18 | | 416,198(٪0.74+) | 23,952(٪0.60+) |
| 2020-09-19 | 2020-09-19 | | 419,043(٪0.68+) | 24,118(٪0.69+) |
| 2020-09-20 | 2020-09-20 | | 422,140(٪0.74+) | 24,301(٪0.76+) |
| 2020-09-21 | 2020-09-21 | | 425,481(٪0.79+) | 24,478(٪0.73+) |
| 2020-09-22 | 2020-09-22 | | 429,193(٪0.87+) | 24,656(٪0.73+) |
| 2020-09-23 | 2020-09-23 | | 432,798(٪0.84+) | 24,840(٪0.75+) |
| 2020-09-24 | 2020-09-24 | | 436,319(٪0.81+) | 25,015(٪0.70+) |
| 2020-09-25 | 2020-09-25 | | 439,882(٪0.82+) | 25,222(٪0.83+) |
| 2020-09-26 | 2020-09-26 | | 443,086(٪0.73+) | 25,394(٪0.68+) |
| 2020-09-27 | 2020-09-27 | | 446,448(٪0.76+) | 25,589(٪0.77+) |
| 2020-09-28 | 2020-09-28 | | 449,960(٪0.79+) | 25,779(٪0.74+) |
| 2020-09-29 | 2020-09-29 | | 453,637(٪0.82+) | 25,986(٪0.80+) |
| 2020-09-30 | 2020-09-30 | | 457,219(٪0.79+) | 26,169(٪0.70+) |
| 2020-10-01 | 2020-10-01 | | 461,044(٪0.84+) | 26,380(٪0.81+) |
| 2020-10-02 | 2020-10-02 | | 464,596(٪0.77+) | 26,567(٪0.71+) |
| 2020-10-03 | 2020-10-03 | | 468,119(٪0.76+) | 26,746(٪0.67+) |
| 2020-10-04 | 2020-10-04 | | 471,772(٪0.78+) | 26,957(٪0.79+) |
| 2020-10-05 | 2020-10-05 | | 475,674(٪0.83+) | 27,192(٪0.87+) |
| 2020-10-06 | 2020-10-06 | | 479,825(٪0.87+) | 27,419(٪0.83+) |
| 2020-10-07 | 2020-10-07 | | 483,844(٪0.84+) | 27,658(٪0.87+) |
| 2020-10-08 | 2020-10-08 | | 488,236(٪0.91+) | 27,888(٪0.83+) |
| 2020-10-09 | 2020-10-09 | | 492,378(٪0.85+) | 28,098(٪0.75+) |
| 2020-10-10 | 2020-10-10 | | 496,253(٪0.79+) | 28,293(٪0.69+) |
| 2020-10-11 | 2020-10-11 | | 500,075(٪0.77+) | 28,544(٪0.89+) |
| 2020-10-12 | 2020-10-12 | | 504,281(٪0.84+) | 28,816(٪0.95+) |
| 2020-10-13 | 2020-10-13 | | 508,389(٪0.81+) | 29,070(٪0.88+) |
| 2020-10-14 | 2020-10-14 | | 513,219(٪0.95+) | 29,349(٪0.96+) |
| 2020-10-15 | 2020-10-15 | | 517,835(٪0.90+) | 29,605(٪0.87+) |
| 2020-10-16 | 2020-10-16 | | 522,387(٪0.88+) | 29,870(٪0.90+) |
| 2020-10-17 | 2020-10-17 | | 526,490(٪0.79+) | 30,123(٪0.85+) |
| 2020-10-18 | 2020-10-18 | | 530,380(٪0.74+) | 30,375(٪0.84+) |
| 2020-10-19 | 2020-10-19 | | 534,631(٪0.80+) | 30,712(٪1.11+) |
| 2020-10-20 | 2020-10-20 | | 539,670(٪0.94+) | 31,034(٪1.05+) |
| 2020-10-21 | 2020-10-21 | | 545,286(٪1.04+) | 31,346(٪1.01+) |
| 2020-10-22 | 2020-10-22 | | 550,757(٪1.00+) | 31,650(٪0.97+) |
| 2020-10-23 | 2020-10-23 | | 556,891(٪1.11+) | 31,985(٪1.06+) |
| 2020-10-24 | 2020-10-24 | | 562,705(٪1.04+) | 32,320(٪1.05+) |
| 2020-10-25 | 2020-10-25 | | 568,896(٪1.10+) | 32,616(٪0.92+) |
| 2020-10-26 | 2020-10-26 | | 574,856(٪1.05+) | 32,953(٪1.03+) |
| 2020-10-27 | 2020-10-27 | | 581,824(٪1.21+) | 33,299(٪1.05+) |
| 2020-10-28 | 2020-10-28 | | 588,648(٪1.17+) | 33,714(٪1.25+) |
| 2020-10-29 | 2020-10-29 | | 596,941(٪1.41+) | 34,113(٪1.18+) |
| 2020-10-30 | 2020-10-30 | | 604,952(٪1.34+) | 34,478(٪1.07+) |
| 2020-10-31 | 2020-10-31 | | 612,772(٪1.29+) | 34,864(٪1.12+) |
| 2020-11-01 | 2020-11-01 | | 620,491(٪1.26+) | 35,298(٪1.24+) |
| 2020-11-02 | 2020-11-02 | | 628,780(٪1.34+) | 35,738(٪1.25+) |
| منبع: وبسایت وزارت بهداشت ایران                                                                                               | | | | |

### اولین موارد مشکوک
در ۲۱ بهمن ۱۳۹۸، با مرگ زنی میانسال در تهران که مشکوک به بیماری کرونا بود، تحقیقات در این باره آغاز شد. پس از مرگ این بیمار، مسئولان بیمارستان در تماس با پلیس از مرگ مشکوک زنی ۶۳ ساله خبر دادند تا جسد متوفی به پزشکی قانونی منتقل و تحقیقات آغاز شود.

### تأیید رسمی مرگ به علت کروناویروس
در واپسین روز بهمن ۱۳۹۸، به دنبال فوت ۲ بیمار با عوارض تنفسی در بیمارستان کامکار-عرب‌نیا قم، شایعاتی دربارهٔ مرگ این بیماران به علت کروناویروس شکل گرفت. اما دانشگاه علوم پزشکی قم با تکذیب شایعات مربوط به مبتلا بودن این دو بیمار فوت شده به کروناویروس، اعلام کرد که تاکنون هیچ‌گونه شواهدی تشخیصی مبنی بر ابتلا به بیماری کرونا دیده نشده‌است. متعاقباً، وزیر بهداشت، درمان و آموزش پزشکی اظهار کرد که دو بیمار که در تاریخ ۲۸ بهمن از ترشحات ریه آنها تست گرفته شده بود، در تاریخ ۳۰ بهمن نتیجه تست مثبت بود و این خبر بلافاصله طی ۴۵ دقیقه اعلام عمومی شد. علی اکبر حق دوست، رئیس کمیته اپیدمیولوژی ستاد ملی مبارزه با کرونا برخلاف اعلام اولیه مقامات ایران می‌گوید ویروس کرونا از اوایل بهمن ۹۸ در ایران چرخش داشته‌است. و موارد اولیه چون بی علامت یا بدون علایم اختصاصی بوده‌اند، نظام سلامت نتوانسته‌است آنها را شناسایی کند.
به دنبال این وقایع، مسعود مردانی، عضو کمیته کشوری بیماری‌های عفونی وزارت بهداشت، افزایش تعداد مبتلایان به این بیماری را قطعی دانست.

### موج اول (اسفند ۱۳۹۸ و بهار ۱۳۹۹)

#### افزایش تعداد بیماران در ماه اسفند ۱۳۹۸

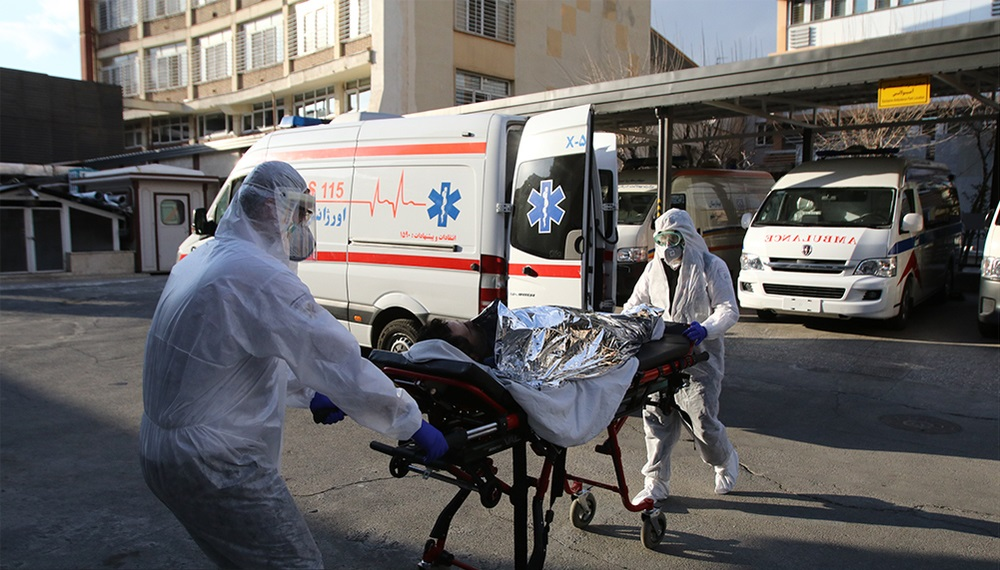
نیروهای اورژانس در حال انتقال یک بیمار مبتلا به کرونا کووید ۱۹

روز پنج شنبه ۱ اسفند ۱۳۹۸، دو مورد مشکوک ابتلا به کرونا در بابل بستری شدند.
جمعه ۲ اسفند ۱۳۹۸، رئیس مرکز روابط عمومی و اطلاع‌رسانی وزارت بهداشت از تأیید ۱۳ مورد جدید ابتلا به کرونا در ایران خبر داد و گفت اغلب آنها یا در قم ساکن‌اند یا سابقه سفر به قم را در روزها و هفته‌های اخیر داشته‌اند. همچنین، با اعلام رسمی فوت شدن چهار نفر، ایران پس از چین بیشترین تلفات ناشی از کروناویروس را داشته‌است.
دبیرکل سازمان جهانی بهداشت روز ۲ اسفند (۲۱ فوریه) مرگ ۴ نفر ظرف دو روز در ایران را بسیار نگران کننده دانست.
در ۴ اسفند وزیر بهداشت اعلام کرد، تعداد ۱۵ مورد جدید مبتلا به بیماری کویید ۱۹ گزارش شده‌است که از این تعداد ۷ نفر در قم، ۴ نفر در تهران و ۲ نفر در استان گیلان، ۱ نفر در اراک و ۱ نفر در شهرستان تنکابن بوده‌اند. از این ۱۵ نفر ۳ نفر نیز جان خود را از دست داده‌اند. وی مرگ ۳ نفر دیگر را براثر ابتلا به ویروس کرونا تأیید کرد که در مجموع تعداد قربانیان به ۸ نفر رسیده‌است و ۴۳ نفر به این ویروس مبتلا گشته‌اند.
در ۵ اسفند وزارت بهداشت تشخیص ۱۸ بیمار جدید را گزارش کرد. نتیجهٔ تست کرونای ۸ نفر از این بیماران در شهر قم، یک نفر در استان همدان، ۳ نفر در شهر تهران، دو نفر در استان مرکزی، دو نفر در استان اصفهان و دو نفر در استان گیلان، مثبت اعلام شد و ۴ نفر دیگر نیز جان خود را از دست دادند. در نتیجه تعداد مبتلایان به ۶۱ و جان باختگان به ۱۲ نفر رسید. همان روز رئیس دانشگاه علوم پزشکی نیشابور از مرگ یک بیمار هفتاد ساله مبتلا به کرونا در این شهر خبر داد.
در روز ۶ اسفند وزارت بهداشت اعلام کرد ۳۴ مورد ابتلای جدید به کرونا تشخیص داده شده که آمار مبتلایان را به ۹۵ نفر رسانده‌است. از این تعداد ۱۶ نفر از استان قم، ۹ نفر استان تهران، یک نفر استان فارس، ۲ نفر استان مازندران، ۲ نفر استان گیلان، یک نفر نیشابور، دو نفر استان البرز و یک نفر جزیره قشم بودند. همچنین آمار جان‌باختگان بر اثر ابتلا این ویروس به ۱۵ نفر رسید. در این روز رئیس دانشگاه علوم پزشکی شهرستان ساوه اعلام کرد دو بیمار مبتلا به ویروس کرونا فوت کرده‌اند و آزمایش نهایی کروناویروس بعد از فوت هم مثبت بوده‌است. ابتلای یک دانشجوی دانشگاه خواجه نصیرالدین طوسی و انتقالش به قرنطینه، دیگر رخداد آن روز بود.
چهارشنبه ۷ اسفند، رئیس اطلاع‌رسانی وزارت بهداشت اعلام کرد که ۴۴ مورد جدید ابتلا به کرونا شناسایی شد که از این تعداد ۱۵ نفر از استان قم، ۹ نفر استان گیلان، ۴ نفر در تهران، یک نفر استان مرکزی، ۳ نفر در خوزستان، ۲ نفر در سیستان و بلوچستان، یک نفر در استان کرمانشاه، یک نفر در اردبیل، یک نفر در مازندران، یک نفر در لرستان، دو نفر فارس، یک نفر استان سمنان، دو نفر کهگیلویه و بویراحمد و یک نفر هرمزگان بودند. او با اشاره به جان‌باختن ۴ مبتلا، آمار مبتلایان را ۱۳۹ نفر و قربانیان را ۱۹ نفر اعلام کرد. پیش‌تر ایرج حریرچی، معاون وزارت بهداشت، آمار مشکوک مبتلایان به کرونا ویروس را ۹۱۶ نفر اعلام کرده‌بود. همان روز مدیر باشگاه فوتبال سپیدرود رشت از بیماری چند بازیکن این تیم خبر داد که حال ۳ نفر از آن‌ها وخیم است و به احتمال زیاد به ویروس کرونا مبتلا شده‌اند.

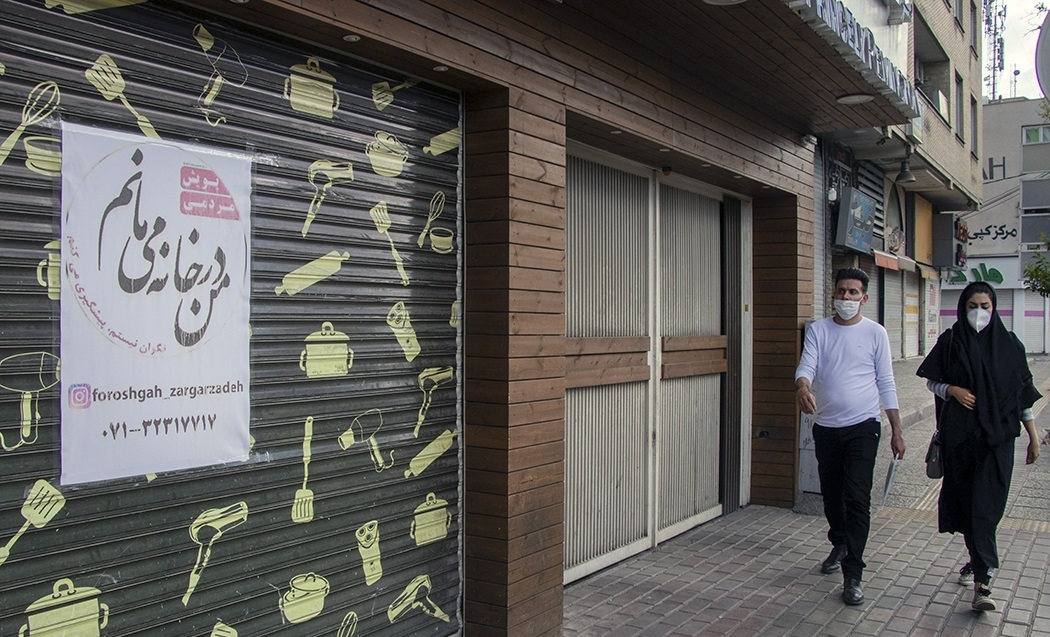
مغازه‌ای تعطیل در شیراز که نوشتهٔ «من در خانه می‌مانم» روی کرکرهٔ آن دیده می‌شود.

براساس اعلام وزارت بهداشت درمان و آموزش پزشکی، در روز پنج شنبه ۸ اسفند، تعداد مبتلایان به ویروس کرونا به ۲۴۵ نفر در سراسر کشور افزایش یافت و تعداد جان‌باختگان به ۲۶ نفر رسید. رئیس مرکز روابط عمومی وزارت بهداشت گفت: از روز گذشته تاکنون با توجه به افزایش آزمایشگاه‌های تشخیص ویروس کرونا، ۱۰۶ ابتلای قطعی تشخیص داده شده و در این بازه زمانی ۷ نفر فوت کرده‌اند. از این ۱۰۶ ابتلای قطعی، ۳۸ نفر در تهران، ۲۳ نفر در گیلان، ۷ نفر در قم، یک نفر در همدان، ۸ نفر در اصفهان، ۷ نفر در مازندران، ۵ نفر در اردبیل، ۳ نفر در البرز، یک نفر در خراسان رضوی، ۳ نفر در سمنان، ۲ نفر در کرمانشاه، ۳ نفر در لرستان، یک نفر در کردستان، یک نفر در یزد، یک نفر در آذربایجان غربی و ۲ نفر در آذربایجان شرقی تشخیص داده شده‌است.
در ۸ اسفند مایک رایان مدیر اجرایی برنامهٔ فوریت‌های پزشکی سازمان جهانی بهداشت گفت: ایران که در هفتهٔ گذشته فقط دو مورد ابتلا داشته‌است، امروز تا ۲۴۵ مورد آلودگی به کرونا را تأیید کرده‌است. به گفتهٔ رایان این بیماری بدون هیچ‌گونه شناسایی وارد ایران شده و ممکن است ابعاد آن بسیار بیشتر از چیزی باشد که می‌بینیم.
در ۱۰ اسفند رئیس دانشگاه علوم پزشکی و خدمات بهداشتی درمانی بیرجند گفت: آزمایش یک بیمار مشکوک به ویروس کرونا در استان خراسان جنوبی، مثبت و قطعی شد.
روز چهارشنبه ۱۴ اسفند ۱۳۹۸ ستاد کنترل کرونا در شهرستان سقز در اطلاعیه‌ای اعلام کرد که انتشار ویروس کرونا در این شهرستان از ۲۰ بهمن ۱۳۹۸ آغاز شده‌است.
در تاریخ ۱۶ اسفند ۹۸ در مازندران به علت افزایش کرونا و کمبود تجهیزات وضعیت قرمز اعلام شد. در ۱۸ اسفند نیز بر اساس اعلام هیئت علمی گروه بیماری‌های عفونی دانشگاه علوم پزشکی کرمانشاه، شیوع کرونا در استان کرمانشاه در وضعیت «قرمز» قرار گرفت.
در روزهای پایانی اسفند ۹۸ سرعت ابتلا به ویروس کرونا در ایران به ۱۵ تا ۴۵ نفر در ساعت و مرگ مبتلایان به یک تا دو نفر در هر ساعت رسیده‌است که از دلایل آن می‌توان به عدم اطلاع‌رسانی شفاف و به‌موقع در مورد ابعاد آلودگی مناطق مختلف کشور و مخالفت با قرنطینه شدن شهر قم به‌عنوان مرکز اصلی شروع و شیوع این ویروس اشاره‌کرد.
روز دوشنبه ۲۶ اسفند در عرض یک روز (۲۴ ساعت) ۱۲۹ نفر از مبتلایان به ویروس کرونا جان خود را از دست دادند و به‌طور رسمی شمار قربانیان ویروس کرونا در ایران به ۸۵۳ نفر رسید، طبق آخرین آماری که مقامات حکومتی اعلام کردند آمار مبتلایان نیز به ۱۴۹۹۱ رسیده‌است. ولی آمار غیررسمی که از میان سخنان مقامات مختلف وزارت بهداشت و مقامات محلی به‌دست آمده‌است، نشان می‌دهد ۱۳۱۰ نفر جان خود را از دست داده و ۳۲ هزار و ۲۷۱ نفر در ۳۰ استان به ویروس کرونا مبتلا شده‌اند.
در پنج‌شنبه ۲۹ اسفند ۱۳۹۸ سخنگوی وزارت بهداشت اعلام کرد نرخ ابتلا، به ۵۰ نفر در هر ساعت رسیده و هر ۱۰ دقیقه یک ایرانی بر اثر ابتلا به کرونا جان می‌بازد.

#### ادامه روند بیماری در فروردین

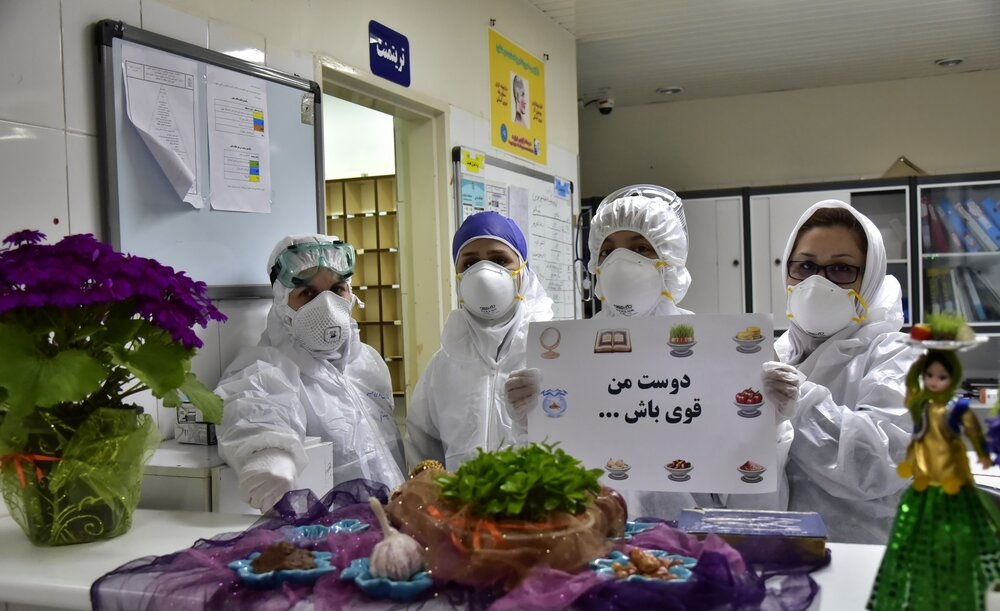
کادر پزشکی بیمارستانی در گرگان هنگام لحظه تحویل سال نوی ۱۳۹۹

در اولین روز سال ۱۳۹۹، ۱۹ هزار و ۶۴۴ نفر به‌طور قطعی به این بیماری مبتلا شده بودند که از میان آنان یک هزار و ۴۳۳ نفر فوت کرده بودند. بر اساس آمار تفکیکی اعلام شده استان تهران با ۲۲۰ مورد، بیشترین و دو استان کهگیلویه و بویر احمر و بوشهر با ۱ مورد کمترین میزان رشد مبتلایان جدید را داشتند.
در ۴ فروردین ۱۳۹۹، کیانوش جهانپور سخنگوی وزارت بهداشت در توئیتر خبر داد که از این تاریخ به بعد این وزارتخانه آمار روزانه مبتلایان را به صورت تفکیک استانی اعلام نخواهیم کرد. وی دلیل این کار را سرایت ویروس در تمامی استانهای کشور و مسافرت عده ای از مردم به استان‌های کمتر شیوع یافته با مقایسه آمارهای استانی اعلام کرد.
در ۵ فروردین ۱۳۹۹، جهانپور اعلام کرد که هر ۱۲ دقیقه یک ایرانی بر اثر ابتلا به ویروس کرونا جان خود را از دست می‌دهد و رشد ابتلا به این بیماری در تهران حدود ۱۳ درصد است. در استانهای دیگری مثل اصفهان، آذربایجان شرقی و خراسان رضوی نیز میزان اعلام شده بالا بوده اما در استانهای دیگر تعداد فوت نسبت به کل مبتلایان کاهش پیدا کرده‌است.
در ۶ فروردین ۱۳۹۹، تعداد مبتلایان به ۲۷ هزار و ۱۷ نفر رسید که از میان آنان دو هزار و ۷۷ نفر فوت کرده و ۹ هزار و ۶۲۵ نفر نیز بهبود یافته‌اند. ۶۸ درصد از کسانی که فوت کرده‌اند سالمند و بالای ۶۰ سال سن داشته‌اند و ۳۲ درصد نیز زیر ۶۰ سال بوده‌اند.

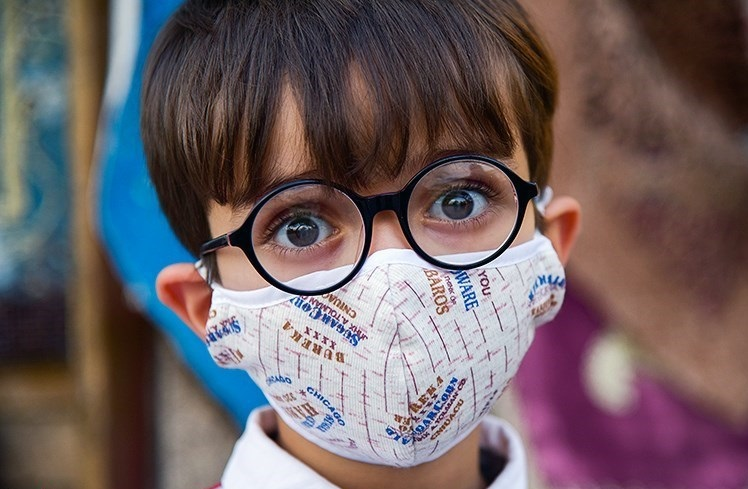
یک کودک اصفهانی بعد از اجباری شدن استفاده از ماسک در تشدید همه‌گیری

#### روند بیماری در اردیبهشت و خرداد
در ۱۴ اردیبهشت بر اساس اعلام وزارت بهداشت، درمان و آموزش پزشکی ۶۱ شهر کشور در وضعیت قرمز قرار دارند که دارای بیش از سه نفر بیمار بستری در هر صدهزار نفر جمعیت می‌باشند و تعداد ۱۳۲ شهر در وضعیت سفید قرار دارند که دارای حداکثر یک بیمار بستری به ازای هر صد هزار نفر جمعیت می‌باشند. در این شهرها مساجد و مراسم مذهبی با رعایت پروتکل بهداشتی از نیمه اردیبهشت بازگشایی شده‌است.
بنا بر اعلام اداره کل بیماری‌های واگیر وزارت بهداشت میزان ابتلا به بیماری در اردیبهشت کاهش یافته‌است و انتظار می‌رود در خرداد ماه همه‌گیری بیماری کنترل شود و تا پایان تابستان صرفاً موارد تک‌گیری وجود داشته باشد.
در میانه خرداد، تعداد موارد مثبت روزانه بیماری در ایران به بیشترین حد خود در دو ماه پیش از آن رسید. در ۱۴ خرداد موارد جدید به ۳٬۱۳۴ مورد رسید که ۵۰٪ نسبت به یک هفته قبل افزایش داشت. آمار در ۱۵ خرداد، یعنی یک روز بعد، به بالاترین میزان ابتلا در یک روز در کل دوران شیوع کرونا رسید و احتمالاً شاهد موج جدیدی از بیماری خواهیم بود.

### موج سوم (پاییز ۱۳۹۹)
به منظور کنترل موج سوم بیماری، «طرح شهید سلیمانی» نام طرح تکمیلیِ مقابله با ویروس کرونا است که در آن بالای ۱۷ میلیون خانوار غربالگری گردیدند، و این غربالگری توسط بیش از ۴٫۵ میلیون «سفیر سلامت» در ایران اجرا گردیده‌است.

### موج پنجم (تابستان ۱۴۰۰)
این موج با شیوع سویه دلتا آغاز شد و نسبت به سایر موج های دیگر وخیم تر بود.

### موج ششم (زمستان ۱۴۰۰)
این موج با شیوع سویه اومیکرون آغاز شد و از اواخر دی۱۴۰۰ تا اوایل اسفند ادامه یافت.
روند بیماری در بهار ۱۴۰۱
بعد از پایان یافتن موج ششم از اوایل اسفند۱۴۰۰ روند بیماری‌ در مدار کاهشی بود و وزارت آموزش پرورش از ۱۴ فروردین۱۴۰۱ مدارس را به صورت کاملا حضوری باز کرد.همچنین در ۱۲ خرداد ۱۴۰۱ ایران اولین روز بدون فوتی کرونا را تجربه کرد.

## برآورد تعداد مبتلایان و کشته‌ها

### تحقیقات دانشگاهی و تخمین‌ها

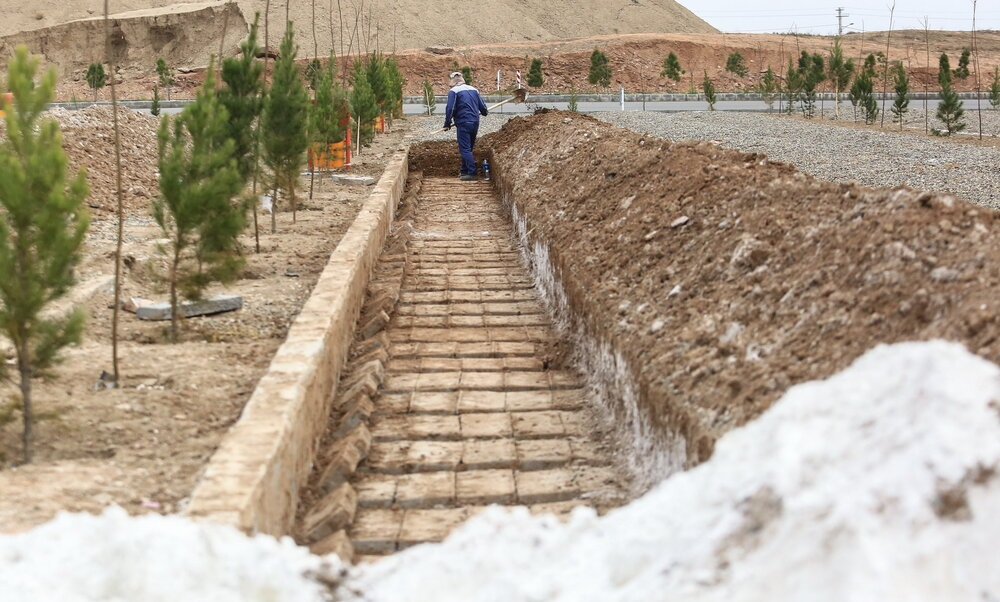
تدفین درگذشتگان مبتلا به کرونا در آرامستان بهشت معصومه در شهر قم

در هفتهٔ نخست اسفند، مقایسهٔ نسبت مبتلایان با قربانیان، بین ایران و دیگر کشورهای درگیر با کرونا نشان می‌دهد که ایران به لحاظ شمار مبتلایان در جایگاه هفتم قرار دارد ولی از نظر تعداد قربانیان در جایگاه دوم و بعد از چین قرار گرفته‌است. به همین دلیل تردیدهایی دربارهٔ تعداد واقعی موارد ابتلا در ایران به وجود آمده‌است. تا ۵ اسفند ۱۳۹۸ کره جنوبی با ۸۳۳، ایتالیا با ۲۱۵، ژاپن با ۱۵۴، سنگاپور با ۸۹ و هنگ کنگ با ۷۹ مورد ابتلا کشورهایی هستند که تعداد مبتلایان شناسایی شده در آنها بیش از ایران بوده اما تعداد قربانیان‌شان بین ۸ تا ۲ نفر بوده‌است. مسئولان وزارت بهداشت ایران در ۵ اسفند شمار مبتلایان به کرونا را ۶۱ نفر و تعداد جان‌باختگان را ۱۲ نفر اعلام کرده بودند. در این روز احمد امیرآبادی فراهانی، نماینده قم در مجلس اعلام کرد در این شهر حدود ۵۰ نفر بر اثر کرونا جان باخته‌اند. او گفت که از ورود کرونا به قم سه هفته می‌گذرد و این موضوع دیر اعلام شده و زمان فوت برخی افراد مشکوک به کرونا ۲۴ بهمن بوده‌است. در پاسخ، ایرج حریرچی، معاون اسبق وزارت بهداشت ایران صحبت‌های فراهانی را تکذیب کرد و گفت «اگر تعداد فوت شدگان قم نصف یا حتی یک چهارم این عدد هم باشد، استعفا می‌دهم».
محققان دانشگاه تورنتو با روش‌های آماری تخمین زدند حدود ۱۸٬۳۰۰ نفر در ایران مبتلا به کرونا هستند و ویروس یک ماه و نیم در ایران حضور داشته‌است. پیش‌نویس این گزارش ۶ اسفند منتشر شد.
پنجشنبه ۸ اسفند ۱۳۹۸، طبق اطلاعات رسیده از بیمارستان‌ها دست کم ۲۱۰ نفر در شهرهای مختلف ایران بر اثر ابتلا به ویروس کرونا جان باخته‌اند. از این تعداد بیشترین قربانیان از تهران و سپس قم می‌باشد. همچنین یک عضو شورای شهر تهران هم پیش‌بینی کرد که «۱۵ هزار نفر» در ایران به کرونا مبتلا شده باشند. سخنگوی وزارت بهداشت این ادعا را تکذیب کرد و گفت در این مدت حتی این تعداد در اثر همه سندرم‌های حاد تنفسی فوت نشده‌اند.
در روز دوشنبه ۱۹ اسفند ۱۳۹۸ مقاله ای در مجله آتلانتیک منتشر شد که تعداد مبتلایان به ویروس کرونا در ایران را حدود ۲ میلیون نفر تخمین زد و نوشت که این آمار ۲۵۰ برابر آمار رسمی است که تا روز قبل ۷٬۱۶۷ نفر اعلام شده بود و از لحاظ درصد شیوع، ۱۵ برابر آمار مبتلایان جهانی است که تا آن تاریخ ۱۱۱٬۷۶۵ نفر بوده‌است. نویسنده در محاسباتش از مقاله دانشگاه تورنتو استفاده کرده و با در نظر گرفتن شرایط کشور (انتخابات-راهپیمایی)، ابتلای مسئولان اصلی دولت به این نتیجه رسیده‌است.
دانشگاه جانز هاپکینز، از معتبرترین دانشگاه‌های پژوهشی ایالات متحده، با راه‌اندازی یک سایت اینترنتی ویژه، اطلاعات مربوط به گسترش ویروس کرونا در سرتاسر جهان را رصد و منتشر می‌کند. بنابر تحقیقات این سایت در ایران آمار مرگ و میر ویروس کرونا نسبت به مبتلایان به این ویروس ۲۰ درصد است، در حالی که در کشورهای دیگر این آمار بین ۱ تا ۲ درصد است. یک آمار رسمی منتشر شده توسط دانشگاه جانز هاپکینز می‌گوید که ایران با آمار ۹۷۸ مبتلا دارای نسبت ۵٬۵ درصد فوت است. چین با داشتن بیشترین تعداد مبتلا (بیش از ۸۰ هزار) دارای نسبت فوت ۳٬۵ درصد است.
به گفتهٔ روزنامه‌نگار اسرائیلی، زوی یزکلی، به دلیل اقدامات نامناسب قرنطینه، تعداد افراد آلوده در تهران به تنهایی ممکن است در کمتر از دو ماه به ۷۵۰۰۰۰ نفر برسد.
تعدادی از استادان دانشگاه صنعتی شریف به سرپرستی علینقی مشایخی با انتشار نتایج تحقیق خود، سه سناریو را برای برخورد با شیوع ویروس کرونا ارائه کرده‌اند. در سناریوی اول و با فرض اجرای کامل قرنطینه و همکاری کامل مردم با دولت و فراهم بودن امکانات مراقبتی لازم، شیوع ویروس کرونا اوایل فروردین به اوج می‌رسد و شمار مبتلایان ۱۲۰ هزار نفر و شمار قربانیان ۱۲ هزار نفر خواهد بود. در سناریوی دوم که قرنطینه ناقص است و ارتباطات مردم به ۵۰ درصد کاهش می‌یابد، اواسط فروردین اوج شیوع کرونا خواهد بود و ۳۰۰ هزار نفر مبتلا و در حدود ۱۱۰ هزار نفر قربانی خواهند شد. در بدبینانه‌ترین سناریو که فرض آن عدم رعایت قرنطینه و عدم گسترش امکانات مراقبتی است، کرونا اوایل خرداد به اوج می‌رسد. در این صورت این بیماری ۴ میلیون مبتلا و حدود ۳/۵ میلیون نفر قربانی خواهد داشت.
در آبان ۱۳۹۹ محققان دانشگاه صنعتی امیرکبیر با کمک مدل‌سازی پویاشناسی سیستم تلاش کردند آمارهای رسمی را به کمک تکنیک‌های مدل‌سازی با آمار رسمی مورد انتظار تطبیق دهند. این کالیبراسیون جدید در یک مدل‌سازی حاوی بخش‌های شناسایی و قرنطینهٔ بیماران، جداسازی جمعیت مستعد، درنظرگرفتن نقش رسانه، بازخورد آمار رسمی بر نرخ تماس و تفکیک نقش مبتلایان علامت‌دار و بدون علامت انجام شد. نتایج این کار در نشریهٔ علوم پزشکی رازی متعلق به دانشگاه علوم پزشکی ایران به چاپ رسید. براساس نتایج این تحقیق، آمار واقعی مبتلایان چندین برابر آمار رسمی است. همچنین در شرایط عدم وجود واکسن، شناسایی و قرنطینهٔ ۸۹٫۵ درصد از مبتلایان در یک روز و با دقت بالای ۹۵ درصد در کنار پایین نگه داشتن نرخ تماس با کمک رسانه‌ها و آموزش، حداقل شرایط کنترل بیماری و جلوگیری از امواج پی‌درپی آن است. در این مقاله هشدار داده شد که جداسازی افراد مستعد (قرنطینهٔ شهرها) فقط نقش کمکی دارد و در صورت عدم رعایت شرایط یاد شده، بروز امواج پی‌درپی بیماری ناگزیر است.
ریک برنن رئیس مرکز اضطراری منطقه سازمان جهانی بهداشت در ۱۶ مارس اعلام کرد تعداد واقعی مبتلایان در ایران ممکن است تا پنج برابر آمار رسمی باشد.
برخی پژوهشگران نیز با استناد به آمار سازمان ثبت احوال ایران تعداد مرگ‌های اضافی در زمستان ۱۳۹۸ را حدود پنج تا شش هزار نفر تخمین زده و اغلب این مرگ‌ها را ناشی از کووید-۱۹ دانسته‌اند.نتایج این پژوهش‌ها هم تعداد واقعی مرگ‌های ناشی از کووید-۱۹ در سال ۱۳۹۸ را تقریباً پنج برابر تعداد مرگ‌های اعلام-شده در آن مقطع زمانی نشان می‌دهند. همچنین، آمار کل موارد مرگ در بهار ۱۳۹۹ حدود ۱۱۰ هزار مورد اعلام شده‌است که ۱۹ هزار مورد بالاتر از میانگین تعداد موارد مرگ در پنج سال اخیر است. این عدد حدود ده هزار مورد بیش از تعداد مرگ‌های اعلام شده ناشی از کرونا است که منشأ آن می‌تواند عدم تشخیص یا عدم اعلام مرگ ناشی از کرونا باشد. یا آنکه بیمارانی با شرایط اضطراری ناشی از بیماری‌های دیگر، در اثر اختصاص تمام امکانات پزشکی یک منطقه به بیماران کرونایی فوت شده‌اند. این پدیده کم‌شماری قربانیان و مبتلایان به ویروس کرونا است، که به گفته متخصصان عمدتاً ناشی از محدودیت ظرفیت آزمایشگاهی، کیفیت تشخیص و استراتژی غربالگری می‌باشد. به این ترتیب در حالی که طبق آمار رسمی وزارت بهداشت تا ابتدای تیر ماه ۹۶۲۳ در اثر کرونا جان باخته‌اند، طبق آمار ثبت احوال از ابتدای زمستان تا پایان بهار ۱۳۹۹، حدود ۲۵۰۰۰ نفر بیش از میانگین پنج سال اخیر فوت کرده‌اند که به‌طور مستقیم یا غیرمستقیم می‌تواند ناشی از دنیاگیری کرونا باشد.
ایران اینترنشنال در یک گزارش اختصاصی با ادعای «دستیابی به آمار درون‌سازمانی وزارت بهداشت ایران» تعداد جانباختگان در ایران بر اثر ویروس کرونا را ۷۰۶۵ نفر تا تاریخ ۱۴ فروردین اعلام کرده‌است. همچنین، رادیو فردا بر اساس «اظهارات پراکنده مقام‌های رسمی محلی و منابع وزارت بهداشت» تعداد جانباختگان در ایران بر اثر ویروس کرونا را تا تاریخ ۲۴ فروردین حداقل ۹٬۱۵۶ نفر تخمین زده‌است.

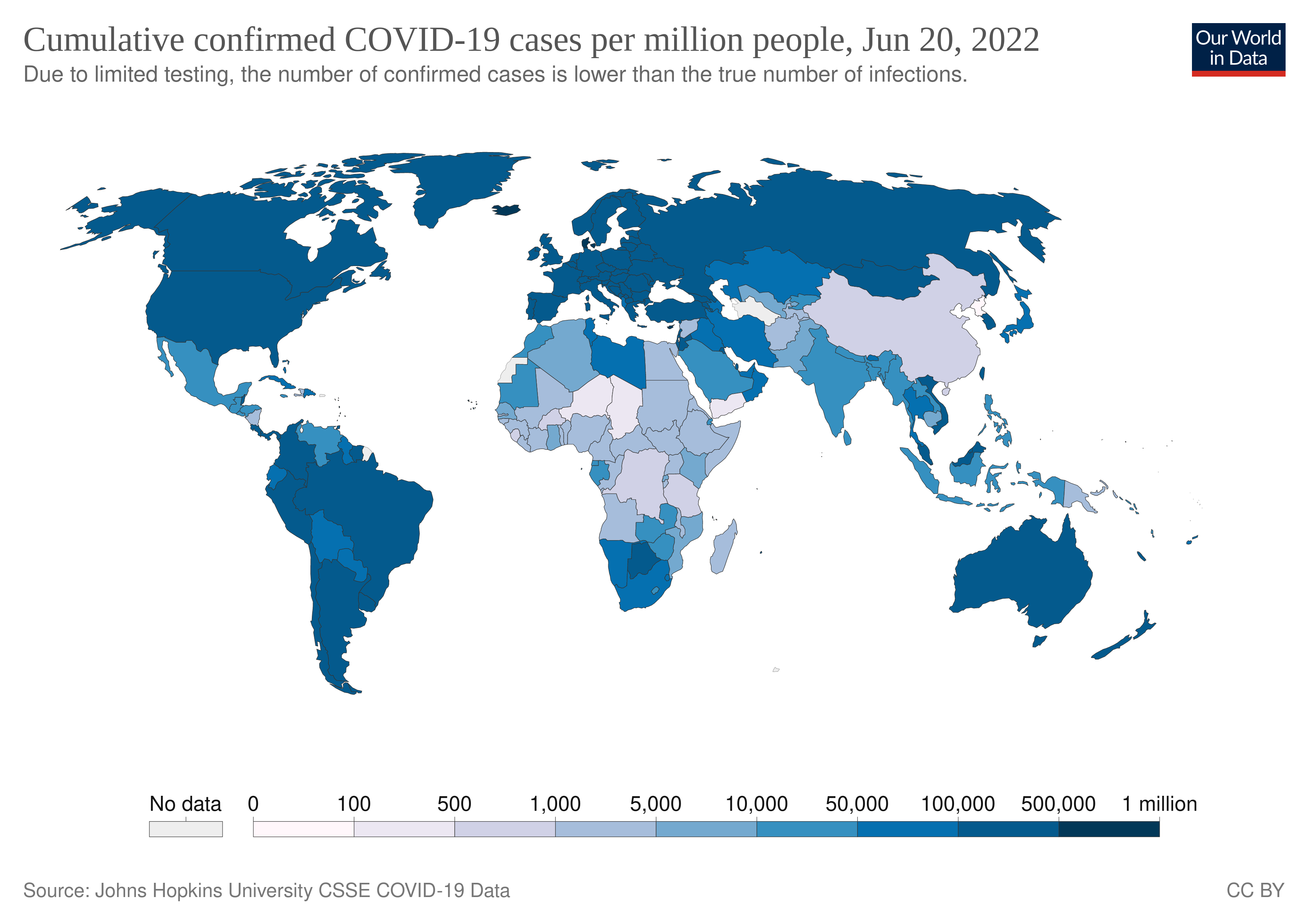
جمع موارد ابتلای تأیید شده به کرونا به ازای هر یک میلیون نفر
جمع موارد مرگ تأیید شده در اثر کرونا به ازای هر یک میلیون نفر[۱۰۵]
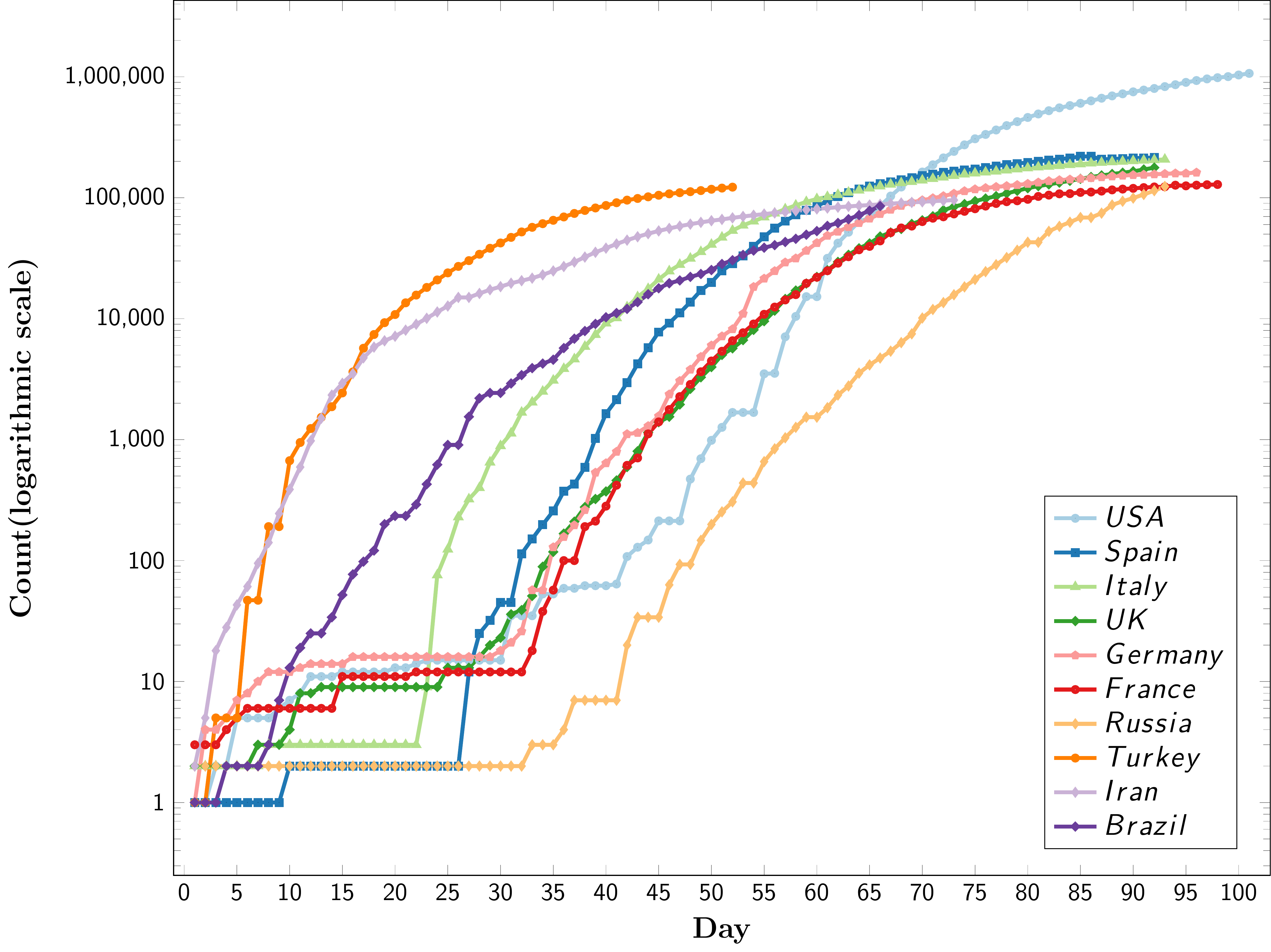
نمودار نیمه لگاریتمی نمایشگر شمار تجمعی افراد مبتلا در ده کشور دارای بیشترین میزان ابتلا از تاریخ نخستین گزارش
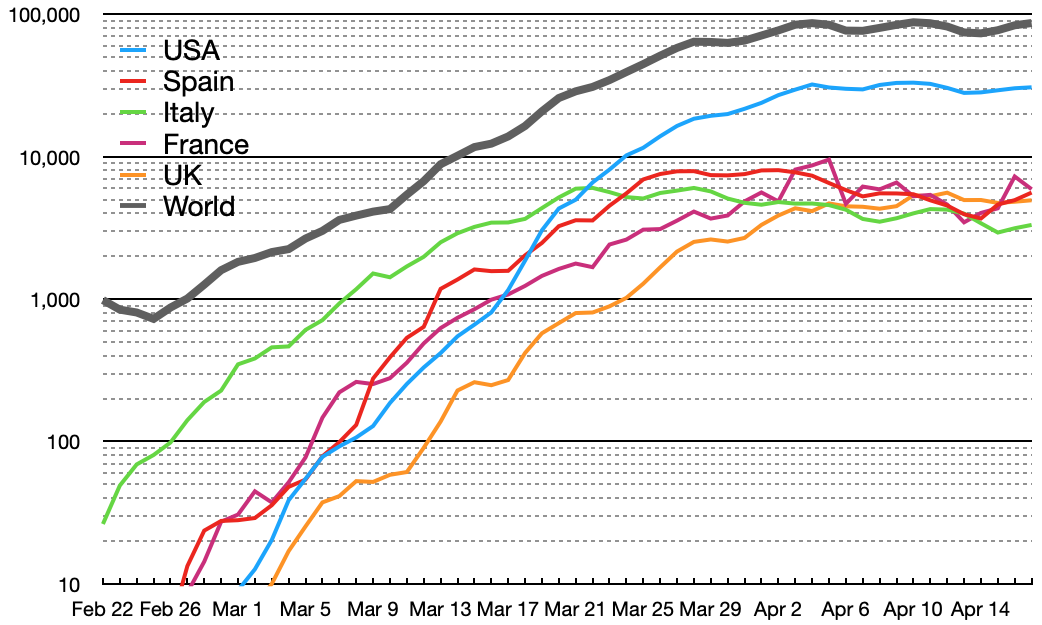
نمودار نیمه لگاریتمی از میزان موارد جدید ابتلای روزانه در جهان و ده کشور دارای بیشترین آمار ابتلا
نمودار نیمه لگاریتمی موارد در چند کشور دارای بیشترین میزان رشد ابتلا  با زمان دو برابر شدن بیماری و سه روز برون یابی بر اساس نرخ‌های رشد نمایی
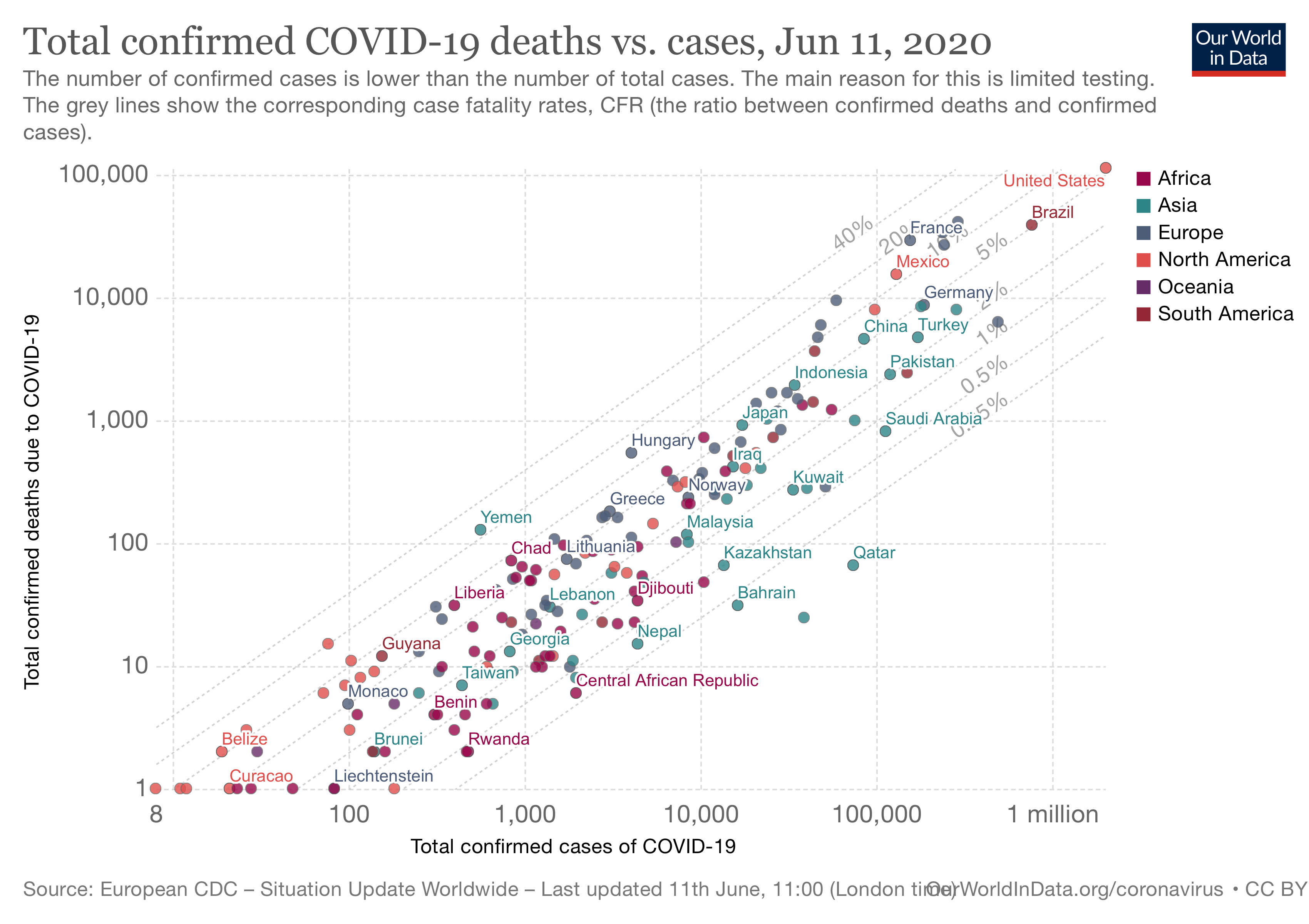
نسبت نرخ مرگ و ابتلا ناشی از کرونا در کشورها
نرخ مرگ ناشی از کرونا در کشورها
موارد تأیید شده به ازای هر کشور

### اختلاف در صحت آمارها
این اتهام مطرح می‌شود که دولت ایران از هفته‌ها پیش از اعلام رسمی شیوع کروناویروس، از ورود این ویروس و خطر ابتلای مردم به آن اطلاع داشته و حتی تمهیدات لازم برای مبتلا نشدن سید علی خامنه‌ای، رهبر جمهوری اسلامی ایران، را انجام داده‌اند، اما برای تشویق مردم به شرکت در انتخابات از گفتن حقایق به مردم خودداری کرده‌اند. اما بعد از آنکه کار به گسترش ابعاد این بیماری و قربانیان آن رسیده بر میزان انتقادها به دولت روحانی، رئیس‌جمهوری ایران نیز به شکل قابل توجهی افزوده شد.
اما سعید نمکی، وزیر بهداشت، درمان و آموزش پزشکی، مشکل را ناشی از پروتکل تشخیص ارائه شده از سوی سازمان جهانی بهداشت ذکر می‌کند. به گفته وی طی بهمن ماه آزمایش تشخیص کرونا با کیت ارائه شده از سوی آن سازمان فقط در مورد افراد دارای علائم شبه آنفلوانزا که سفر خارجی به استان هوبئی یا شهر ووهان چین یا ارتباط نزدیک با یک فرد چینی داشته‌اند، انجام شده و هیچ مورد آزمایش مثبتی در افراد مشکوک گزارش نشده‌است. اما اولین موارد ابتلا در افرادی شناسایی شده که مشکوک تلقی نمی‌شده‌اند. به گفتهٔ نمکی وزارت بهداشت در ۲۹ بهمن، بلافاصله پس از اطلاع از مثبت بودن آزمایش، آن را اطلاع‌رسانی عمومی کرده‌است. در ۲ مارس دبیرکل سازمان جهانی بهداشت اعلام کرد که سازوکار صحت سنجی این سازمان تاکنون هیچ مدرکی از پنهانکاری شدید ایران در مورد بحران کرونا نیافته‌است. در روز ۲۳ اسفند ملک‌زاده، معاون وزارت بهداشت، درمان و آموزش پزشکی، در یک برنامه تلویزیونی اعلام کرد که کرونا خیلی زودتر وارد کشور شده بود اما چون در مقطع اوج همه‌گیری بیماری آنفلوانزای H1N۱ بود، نظام سلامت به اشتباه آن را آنفلوانزا تشخیص داده‌است و دیر متوجه ورود بیماری می‌شود. زمانی که تست‌ها و کیت‌ها وارد کشور شد، توانستند بیماری را تشخیص دهند. با این حال، وی گفت ایران از کشورهایی بوده که شفاف‌تر تعداد مبتلایان و مرگ را اعلام کرده، حال آنکه مثلاً ترکیه این کار را نکرده‌است.
رضا شیران خراسانی، نماینده مشهد در مجلس شورای اسلامی نیز با بیان اینکه علت مرگ بخشی از افرادی که جان باخته‌اند به جای کرونا بیماری «حاد تنفسی» اعلام می‌شود، گفت: «در خراسان ۴۰۰ نفر بر اثر بیماری حاد تنفسی و ۵۰ نفر بر اثر کرونا جان باخته‌اند». او آمار مبتلایان به ویروس کرونا را بالا ذکر کرد و از اینکه حسن روحانی می‌گوید این آمار «در حال کاهش» است، اظهار تاسف کرد.
مرکز پژوهش‌های مجلس در گزارشی که در ۲۶ فروردین ۱۳۹۹ منتشر شد، برآورد کرد که آمار واقعی افراد جان‌باخته حدود دو برابر و تعداد مبتلایان بین ۸ تا ۱۰ برابر آمار اعلام شده توسط وزارت بهداشت است.
بر اساس نظرسنجی معاونت اجتماعی-فرهنگی شهرداری تهران و مرکز افکارسنجی دانشجویان ایران (ایسپا)، حدود نیمی از مردم به آمار رسمی ابتلا و فوت کرونا اعتماد ندارند. براساس موج سوم این نظرسنجی مشترک که در روزهای ۱۶ تا ۱۹ فروردین ماه انجام شده، تنها ۲۷ درصد پاسخ دهندگان اعلام کرده‌اند که به آمار رسمی اعتماد بالایی دارند، ۲۵ درصد اعتمادشان را متوسط ارزیابی کرده و ۴۸ درصد گفته‌اند اعتماد پایینی به این آمار دارند.
آمار مبتلایان به کرونا ویروس در هر کشوری، توسط دولت آن کشور اعلام می‌شود اما باید از طریق کارشناسان مستقل و ناظران بین‌المللی نیز قابل بررسی و راستی آزمایی باشد.
 بنا به گفته صدای آمریکا، آمارهای ایران و چین و روسیه قابل راستی آزمایی نیستند و نمی‌توانند آمارهایی واقعی تلقی شوند.

### مشکلات آماری به علت پنهان‌کاری
به گزارش بی‌بی‌سی فارسی بنا بر فهرست درگذشتگان، قربانیان کرونا در ایران تا پایان تیر ماه به ۴۲ هزار نفر می‌رسند که نزدیک سه برابر آمار رسمی است و مجموع مبتلایان تا پایان تیر ماه هم بیشتر از ۴۵۰ هزار نفر بوده که بیش از یک و نیم برابر آمار رسمی است. از زمان آغاز شیوع کرونا در ایران تا ۳۰ تیر ماه ۱۳۹۹ در استان تهران ۸۱۲۰ نفر با ابتلای احتمالی به کرونا درگذشته‌اند. استان‌های خراسان رضوی و خوزستان به ترتیب با ۳۹۵۰ و ۳۲۱۹ درگذشته بیشترین قربانیان را پس از تهران دارند.
یکی از اعضا ستاد مقابله با کرونا، آمار کرونا در ایران را پنهان‌کاری به دلیل ملاحظات سیاسی و امنیتی می‌داند.
محمدرضا محبوب‌فر عضو ستاد مقابله با کرونا آمار کرونا را مهندسی‌شده می‌داند که بر اساس «ملاحظات سیاسی و امنیتی» به جامعه تزریق می‌شوند. به گفته وی: «اختلاف‌نظرها میان اعضای ستاد ملی مقابله با کرونا و هیئت دولت جدی است و کاهش آمار جان‌باختگان در روزهای اخیر (مردادماه) موقتی است و خوش‌خیالی کاذب برای دولت و مردم ایجاد کرده‌است.» او همچنین گفته‌است که: «دقیقاً یک ماه قبل از اعلام رسمی ظهور کرونا در کشور یعنی در اوایل دی‌ماه اولین بیمار مبتلا به کرونا مشاهده شده‌است؛ ولی آن زمان دولت به دلایل سیاسی و امنیتی پنهان‌کاری کرد و بعد از مراسم ۲۲ بهمن و انتخابات مجلس بالاخره دولت تصمیم گرفت شیوع کرونا در کشور را اعلام کند و به عقیده بنده آمارهای اعلامی از سوی وزارت بهداشت (تعداد مبتلایان و فوتی‌ها) یک‌بیستم آمار حقیقی و واقعی است.»

### مهندسی آمار
محمدرضا محبوب‌فر، یکی از اعضای ستاد مقابله با ویروس کرونا در ایران، دولت جمهوری اسلامی را به «پنهان‌کاری» دربارهٔ شیوع این بیماری در کشور و ارائه آمار غیرواقعی از مبتلایان و قربانیان آن متهم کرد.
روز یکشنبه ۱۹ مرداد ۱۳۹۹، او در مصاحبه‌ای با روزنامه جهان صنعت، گفت که اعتقاد دارد آمارهایی که وزارت بهداشت ایران از تعداد مبتلایان و مرگ و میر ناشی از ویروس کرونا اعلام می‌کند، «یک بیستم آمار حقیقی است» و به آن نمی‌توان اعتماد کرد. محبوب‌فر این آمار را «مهندسی‌شده» می‌نامد و می‌گوید که صرفاً «بر اساس ملاحظات سیاسی و امنیتی به جامعه تزریق می‌شود».
محمدرضا محبوب‌فر در این مصاحبه همچنین با انتقاد از دولت ایران در مواجهه اولیه خود با ویروس کرونا گفت که «دولت به دلایل سیاسی و امنیتی» شیوع این بیماری در کشور را برای مدت یک ماه «پنهان» کرد و «در اوایل دی‌ماه ۱۳۹۸ اولین بیمار مبتلا به کرونا مشاهده» شد اما در نهایت «بعد از مراسم ۲۲ بهمن و انتخابات مجلس» تصمیم گرفت که آن را اعلام کند. او هشدار داد که در صورت عدم قرنطینه شدید کشور ممکن است در پاییز شاهد موج بعدی بیماری باشیم و شمار قربانیان حتی «چهار رقمی شود». او گفت «ظاهراً منافع عده‌ای به گونه‌ای است که به دولت فشار آورده‌اند که برخی محدودیت‌ها اعمال نشوند». روزنامه جهان صنعت بعد از انتشار این اظهارات توقیف شد.
محمدجواد حق‌شناس، عضو شورای شهر تهران، قبلاً گفت که آمار وزارت بهداشت از جان‌باختگان کرونا با آماری که اعضای شورای شهر در اختیار دارند همخوانی ندارد.

## تلاش برای پیشگیری و درمان

### شیوهٔ تشخیص بیماری

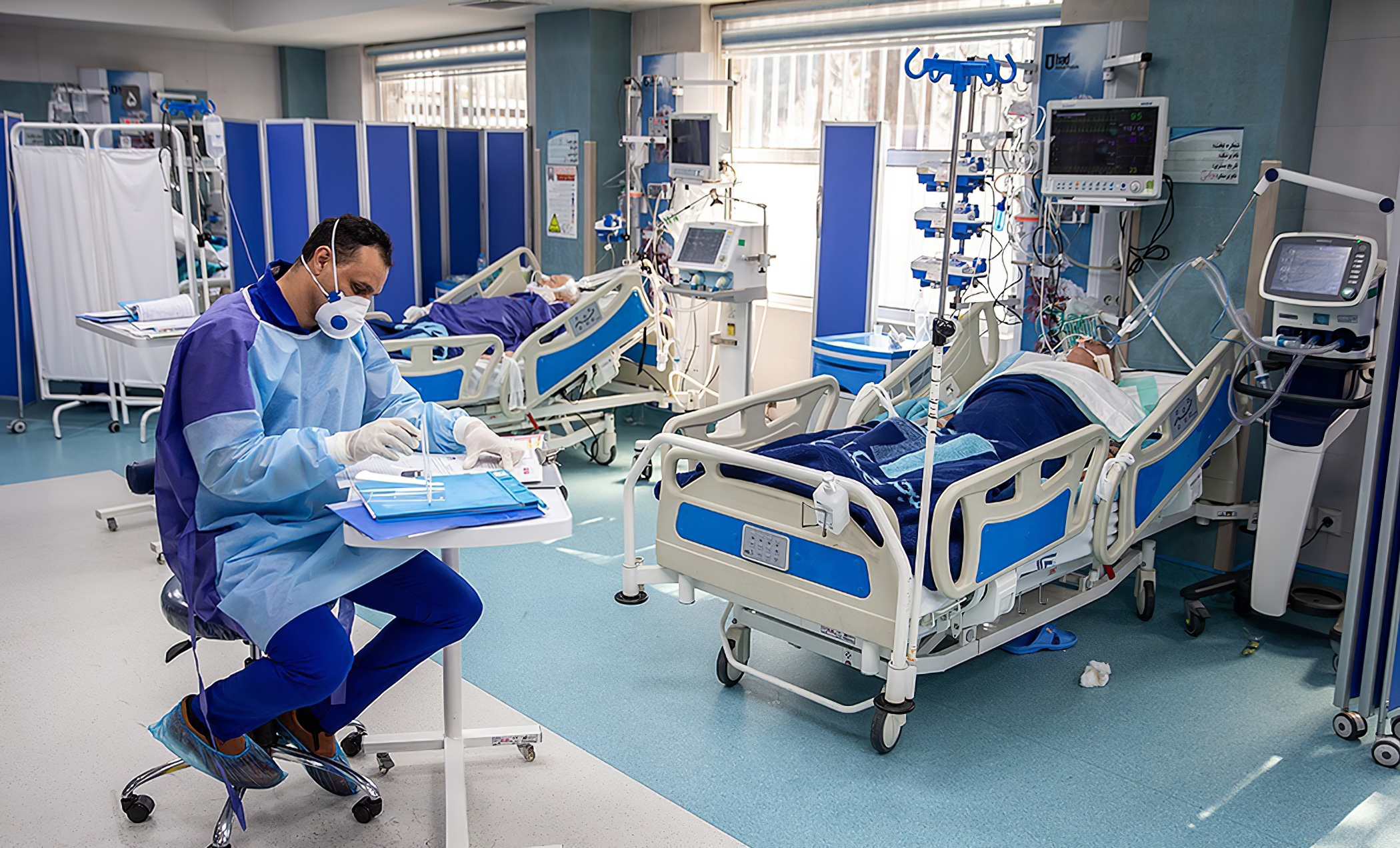
بخش ویژه بیماران کرونا کووید ۱۹ در بیمارستان امام خمینی

وزارت بهداشت، درمان و آموزش پزشکی نخستین «دستورالعمل مراقبت، تشخیص و درمان کروناویروس» را در اوایل بهمن ماه منتشر کرده‌است.
پروتکل تشخیص بیماری در ایران طی دو مرحله تغییر کرده‌است. دولت ایران از بدو امر تا شناسایی اولین موارد بیماری در ۲۹ بهمن، مبنای تشخیص و ثبت بیماری در آمار را آزمایش ترشحات ریوی افراد مشکوک به کرونا با کیت تشخیص ارائه شده از سوی سازمان جهانی بهداشت مبتنی بر «واکنش زنجیره‌ای پلیمراز (PCR)» قرار داد. به گفته وزیر بهداشت ایران، تا پیش از تأیید اولین نمونه مثبت کرونا تمام موارد مشکوک به آلودگی ویروس کرونا بر اساس تعریف سازمان جهانی بهداشت، افرادی در نظر گرفته می‌شدند که طی دو هفتهٔ گذشته علائم شبیه به آنفلوانزا داشته و در تماس نزدیک با یک شخص چینی یا شخص مبتلای دیگر بوده یا سفری به استان هوبئی یا شهر ووهان چین داشته‌اند. مرحلهٔ دوم پس از شناسایی دو مورد مبتلا در قم که هیچ سفر خارجی یا تماس با شخص چینی را نداشتند، آغاز شد. در این مرحله، تعریف افراد مشکوک تغییر کرد اما روش تشخیص قطعی همچنان آزمایش با کیت تشخیص بود.
از ۱۹ اسفند با صدور بخشنامهٔ جدید ستاد مبارزه یا کرونا مرحلهٔ سوم آغاز شد. طبق این بخشنامه از آن تاریخ «تشخیص بالینی قوی مبتنی بر سی‌تی اسکن ریه» به عنوان مبنای تشخیص قطعی کرونا پذیرفته می‌شود. این روش سریع و آسان است. پژوهشی نشان داده‌است که حساسیت در تشخیص کووید-۱۹، ۹۸ درصد است در حالی که حساسیت در تشخیص با کمک PCR، برابر با ۷۱ درصد است.
هر مرتبه تغییر در شیوهٔ تشخیص، منجر به اصلاح و افزایش آمار مبتلایان به این بیماری شده‌است.
تا ۸ آوریل ۲۰۲۰ ایران حدود ۲۲۰ هزار تست تشخیص کووید ۱۹ انجام داده‌است. این در حالی است که در ایالات متحده دو میلیون و ۲۰۰ هزار، در آلمان یک میلیون ۳۰۰ هزار، در ایتالیا ۸۰۷ هزار، در کره جنوبی ۴۷۷ هزار و در اسپانیا ۳۳۵ هزار تست تشخیص انجام شده‌است.

### تولید کیت تشخیص ایرانی

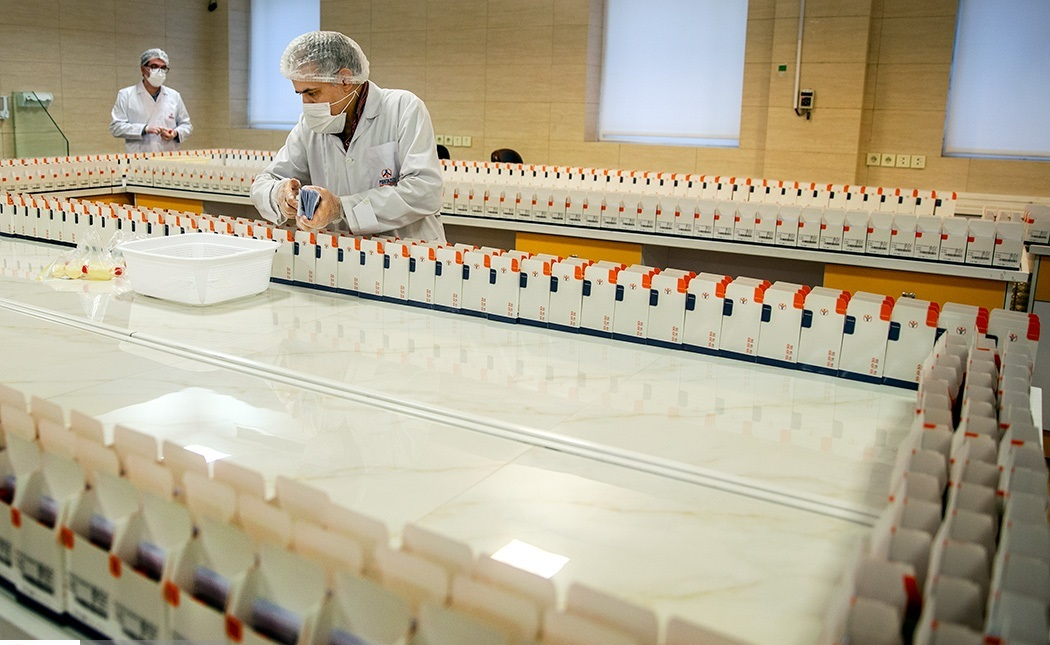
خط تولید کیت تشخیص کووید ۱۹در شرکت دانش بنیان پیشتاز طب زمان

پس از شیوع کرونا در ایران معاونت علمی و فناوری ریاست جمهوری با انتشار فراخوانی از شرکت‌های دانش‌بنیان برای تولید کیت تشخیص بیماری کرونا دعوت به همکاری کرد. در نتیجه پنج شرکت از ۵۰ شرکت داوطلب انتخاب شدند و محصول آن‌ها جهت ارزیابی به انستیتو پاستور ایران معرفی شد. سپس با ارائه مجوز به این شرکت‌ها قرارداد تولید کیت با آن‌ها منعقد شد. در اسفند ۱۳۹۸ اداره بهداشت، امداد و درمان وزارت دفاع ایران اولین نمونه از کیت ایرانی تشخیص کرونا را تولید کرد و در اواسط فروردین ۱۳۹۹ از خط تولید انبوه این کیت در ستاد کل نیروهای مسلح رونمایی شد. در انتهای اسفند ۱۳۹۸ نیز کیت تشخیص کرونا توسط یک شرکت دانش‌بنیان داخلی تولید و روانه بازار شد که طی دو ساعت بیماری فرد مبتلا به کرونا را تشخیص می‌دهد. در روز چهارشنبه ۱۳ فروردین علیرضا بیگلری رئیس انستیتو پاستور ایران از خودکفا شدن ایران در تولید کیت تشخیص کرونا و امکان صادرات آن خبر داد.
تا اردیبهشت ۱۳۹۹ سه نوع کیت تشخیصی توسط شرکت‌های دانش‌بنیان ایرانی تولید شده که نوع نخست بر اساس اخذ نمونه از بزاق دهان و بر پایه تکنولوژی پی‌سی‌آر (pcr) کار می‌کند؛ دسته دوم از نوع سرولوژی و بر اساس آزمایش خون است؛ و نوع سوم کیت‌های تشخیص سریع (Rapid Test) و از نوع ساده می‌باشد.

### ممنوعیت واردات واکسن آمریکایی و انگلیسی از سوی خامنه‌ای
سید علی خامنه‌ای، رهبر ایران، در ۱۹ دی ۱۳۹۹ یک سخنرانی زنده تلویزیونی گفت: «ورود واکسن آمریکایی و انگلیسی کرونا ممنوع است.». خامنه‌ای با اشاره به درگذشت ۴ هزار مبتلای به کرونا در آمریکا ظرف یک روز گفت: «اگر کارخانه فایزر آنان می‌تواند واکسن درست کند، اول برای خودشان مصرف کنند.» او همچنین این فرضیه را مطرح کرد که «شاید اینها می‌خواهند واکسن را روی ملت‌های دیگر آزمایش کنند.» این در حالی است که واکسن فایزر پیش از تأیید نهایی، بر روی بیش از ۴۴ هزار آمریکایی آزمایش شده بود. پس از تأیید نهایی و پیش از سخنرانی علی خامنه‌ای نیز میلیون‌ها دز از این واکسن به شهروندان آمریکا، چندین کشور اروپایی و اسراییل تزریق شده بود.آمارهای مربوط به ابتلا و گسترش کرونا پس از آغاز واکسیناسیون، خلاف انتظار کارشناسان نبود و وضعیت کرونا در یک کشور و قابل اعتماد بودن واکسن ارتباطی به یکدیگر ندارند.
بلافاصله بعد از سخنرانی خامنه‌ای، ورود ۱۵۰ هزار دز واکسن فایزر توسط هلال احمر ایران لغو شد.
سعید نمکی، وزیر بهداشت ایران با دفاع از دستور خامنه‌ای، رهبر جمهوری اسلامی، دربارهٔ ممنوعیت خرید واکسن کرونا از آمریکا و بریتانیا گفت چنین کاری «با عقل جور در نمی‌آید.»
دو روز پس از دستور رهبر جمهوری اسلامی مبنی بر ممنوعیت واردات واکسن کرونای انگلیسی و آمریکایی، نمایندگان مجلس ایران با حمایت از سخنان خامنه‌ای، واکسن فایزر را «مشکوک» و تهدید برای امنیت ملی خواندند و گفتند احتمالاً واکسن‌های خارجی «آثار ژنتیکی» داشته باشد.
همین تصمیم رهبر ایران از جلوگیری در ورود واکسن به ایران باعث مرگ بسیاری از مردم ایران شد. نتایج یک پژوهش علمی که مقالهٔ آن در مجله BMC Medicine منتشر شده، نشان داد اگر ایران واکسیناسیون را زودتر و با استفاده از واکسن‌های فایزر آغاز می‌کرد (به مانند دیگر کشورهای منطقه مثل ترکیه و بحرین)، از ۵۰ تا ۸۳ هزار مرگ توسط کووید-۱۹ جلوگیری می‌شد.
چند ماه بعد از این تصمیم، تعدادی از وکلا معروف به دادخواهان سلامت تصمیم به ثبت شکایت از مسئولان به ویژه شخص علی خامنه‌ای مبنی بر سومدیریت بیماری کرونا و ممنوع اعلام کردن ورود واکسن به کشور را داشتند. در شکوائیهٔ ۲۲ صفحه‌ای آنها که در دستگاه قضایی به ثبت رسید، مقام‌های ارشد جمهوری اسلامی در جریان مدیریت کرونا در ایران به «تسبیب در قتل غیرعمد بیش از یک‌صد هزار نفر از مردم ایران و سوءاستفاده از مقام و قدرت و عدم اجرای قوانین مملکتی در روند مبارزه با ویروس کرونا» متهم شدند. که با ورود و دخالت غیرقانونی قوه قضاییه و شخص محسن اژه‌ای و پرونده‌سازی علیه وکلا سرنوشت این شکایت و این پرونده نامشخص شد و البته هر کدام از این وکلا به ۴ و الی ۵ سال حبس محکوم شدند.

### اقدامات فردی

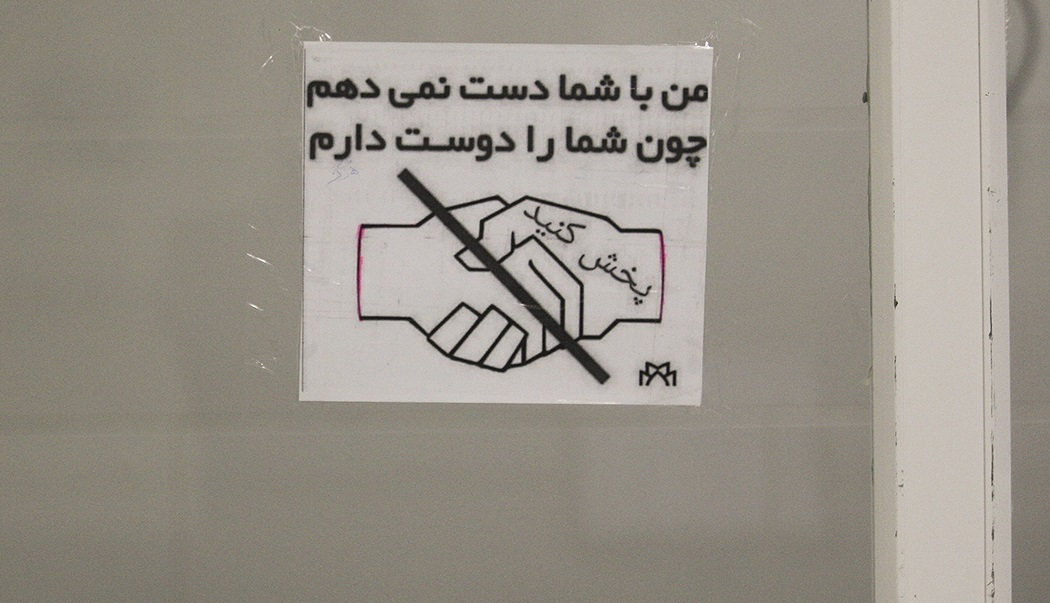
شیوع کرونا در چین باعث پخش توصیه‌های فراوان بهداشتی در فضای مجازی فارسی شد.

شست‌وشوی مداوم دست‌ها بهترین روش مقابله با ابتلا به این بیماری معرفی شده‌است. استفاده از دستکش‌های ارزان یکبار مصرف و ماسک هم توصیه می‌شود، هرچند نمی‌توان با قطعیت گفت که استفاده از ماسک باعث جلوگیری از ابتلا به این ویروس می‌شود. ویروس کرونا می‌تواند بدون علامت از فرد ناقل به دیگران سرایت کند. ۸۰ درصد افراد مبتلا هیچ علامتی ندارند و هر فرد می‌تواند حدود دو تا سه نفر را آلوده کند.
به گفتهٔ محمدحسین قربانی، نایب رئیس کمیسیون بهداشت و درمان مجلس، با توجه به اینکه ۴۱ درصد افراد در مراکز درمانی به کرونا مبتلا شده‌اند، توصیه می‌شود افرادی که علائم بیماری ندارند، به این مراکز مراجعه نکنند. افرادی که در گروه‌های پرخطر هستند به محض احساس سرماخوردگی و اشخاص عادی و سالم در شرایطی که دچار تنگی نفس شوند باید به مراکز درمانی مراجعه کنند.

### استفاده ازطب اسلامیدر نبرد با کووید
مرتضی کهنسال، روحانی اهل لنگرود و یکی از شاگردان مکتب طب اسلامی، کلیپی جنجالی از حضور بر بالین بیماران مبتلا به کرونا او با عبا و عمامه، بدون ماسک و دستکش، بالای سر مبتلایان می‌رفت و با انگشت و قطره چکان، مایعی را به پشت لب و دور دهان بیماران می‌مالید. او محلول را "عطر پیامبر" معرفی می‌‌کرد.
عباس تبریزیان، روحانی که خود را پدر "طب اسلامی" خوانده از موثر بودن روغن بنفشه برای درمان خبر داد. عباس تبریزیان  خود را پدر طب اسلامی نامیده و می‌گوید علم پزشکی امروز دروغ و فریب است و دستیابی به علم طب همانند فقه است و درمان بیماری‌ها را باید از قرآن و احادیث استخراج کرد.
عباس تبریزیان، عسل و سیاه دانه و «داروی امام کاظم و داروی جامع امام رضا و حجامت» را برای پیشگیری و درمان کرونا تجویز کرده‌است. او در کانال تلگرامی رسمی خود ۱۳ روش درمانی دیگر برای درمان کرونا معرفی کرد که یکی از موارد آن، با عنوان «موقع خواب یک پنبه آغشته به روغن بنفشه در مقعد بگذارید». 

### اقدامات دولتی
پس از شیوع گسترده این ویروس در چین، وزارت بهداشت، درمان و آموزش پزشکی در اوایل بهمن ماه اعلام کرد که کلیه مسافران ورودی از کشور چین، پایش و معاینه می‌شوند و موارد مشکوک به بیمارستانی که به این منظور اختصاص یافته، منتقل می‌شوند. همچنین دانشجویان ایرانی مقیم چین، پس از ورود به کشور برای دو هفته در شهرستان شهریار تحت قرنطینه قرار گرفتند.
پس از بروز همه‌گیری کووید۱۹ در ایران سعید نمکی وزیر بهداشت ایران گفت مراکز بهداشتی و درمانی نیز در کل کشور آماده‌باش هستند؛ به‌ویژه در مناطقی که مواردی از بیماری مشاهده شده‌است. همچنین در کنار این مراکز آمبولانس‌های ویژه‌ای قرار گرفته تا اگر قرار بود بیماران را منتقل کنند، این اقدام را انجام دهند.
روز یکشنبه ۴ اسفند ۱۳۹۸، حسن روحانی طی حکمی به سعید نمکی، او را مأمور تشکیل «ستاد ملی مبارزه با کرونا» کرد و وزرای کشور، راه و شهرسازی، آموزش و پرورش، علوم، تحقیقات و فناوری، میراث فرهنگی، گردشگری و صنایع دستی، فرهنگ و ارشاد اسلامی، رئیس ستاد کل نیروهای مسلح، دادستان کل کشور، رئیس سازمان برنامه و بودجه، رئیس سازمان صدا و سیما، رئیس سازمان حج و زیارت، سخنگوی دولت و فرمانده نیروی انتظامی را به عنوان اعضای ستاد تعیین کرد. متعاقباً، وزیر بهداشت، ایرج حریرچی را به عنوان دبیر ستاد منصوب نمود.
در ادامه برخی از فعالیت‌های اجتماعی و اقتصادی که با تجمع همراه بود، متوقف شد. از جمله مراکز آموزش عالی و دانشگاه‌ها، مدارس، مسابقات ورزشی، نماز جمعه و جماعت بتدریج در استان‌های آلوده تعطیل شد. سازمان برنامه و بودجه ایران پنج هزار میلیارد ریال برای مبارزه با این بیماری به وزارت بهداشت اختصاص داد.
در ۹ اسفند ۱۳۹۸ سخنگوی دولت با اشاره به تصمیم ستاد ملی مبارزه با کرونا برای عفونت‌زدایی برخی شهرها گفت: وزارت دفاع مسئولیت این کار را به‌عهده گرفته‌است و بخش‌هایی از استان‌های تهران، قم و گیلان عفونت‌زدایی خواهد شد. هم‌زمان وزارت بهداشت اعلام کرد مدارس همهٔ شهرهای ایران تا ۱۲ اسفند و دانشگاه‌ها تا ۱۵ اسفند تعطیل خواهند بود.
در اوایل اسفند ماه ۹۸، سامانهٔ تلفنی ۴۰۳۰، باهدف پیشگیری، شناسایی و ارائه مشاورهٔ پزشکی درخصوص ویروس کرونا راه‌اندازی شد.
در ۱۵ اسفند مقامات ایرانی اعلام کردند ۲۲ آزمایشگاه برای تشخیص ویروس کرونا راه‌اندازی شده و قرار است تعداد این آزمایشگاه‌ها به زودی به ۵۰ مورد برسد. همچنین، دولت آزمایش تشخیص کرونا را برای تمام بیماران بستری مشکوک به کرونا رایگان انجام می‌دهد.
اقدامات بانک مرکزی برای کنترل ویروس کرونا شامل افزایش سقف تراکنشهای کارت به کارت، تمدید تاریخ انقضای کارت‌های بانکی و افزایش سقف برداشت نقدی بود. در ۲۱ بهمن و پس از مرگ تعدادی از کارمندان شبکهٔ بانکی بر اثر ابتلا به کرونا، بانک مرکزی توزیع اسکناس نو و دریافت و پرداخت هرگونه وجه نقد در بانک‌ها را ممنوع کرد.
در ۲۲ اسفند، سید علی خامنه‌ای به عنوان فرمانده کل قوا با صدور فرمانی به رئیس ستاد کل نیروهای مسلح دستور تشکیل قرارگاه بهداشتی و درمانی برای سازماندهی خدمات این نیروها به مردم را صادر کرد.
در روز ۲۱ اسفند روحانی اعلام کرد که دولت مشکلات قرنطینه شهرها را بیش از فوایدش می‌داند و قصد قرنطینهٔ هیچ شهری را فعلاً ندارد. در ۲۹ اسفند ۱۳۹۸، پنج وزیر بهداشت پیشین جمهوری اسلامی (علیرضا مرندی، مسعود پزشکیان، کامران باقری لنکرانی، مرضیه وحید دستجردی، محمدحسن طریقت منفرد) و ۱۷ استاد پزشکی در نامه‌ای به حسن روحانی خواستار محدود کردن ترددها و مسافرتها و تعطیلی صنوف زنجیره غیرضروری و مراکز خرید بزرگ و پرازدحام و کنترل مبادی ورودی و خروجی شهرها شدند و هشدار دادند در صورت استمرار شرایط فعلی و تداوم رفت‌وآمدهای غیر ضروری اوضاع وخیم‌تر خواهد شد. در ۳ فروردین ماه ۱۳۹۹ رئیس مرکز روابط عمومی و اطلاع‌رسانی وزارت بهداشت، درمان و آموزش پزشکی اعلام کرد که «قرنطینه سطح سه علیه کرونا در حال اجراست» اما محدودیت‌های بیشتر مستلزم حکومت نظامی است که نه ممکن است و نه مطلوب.

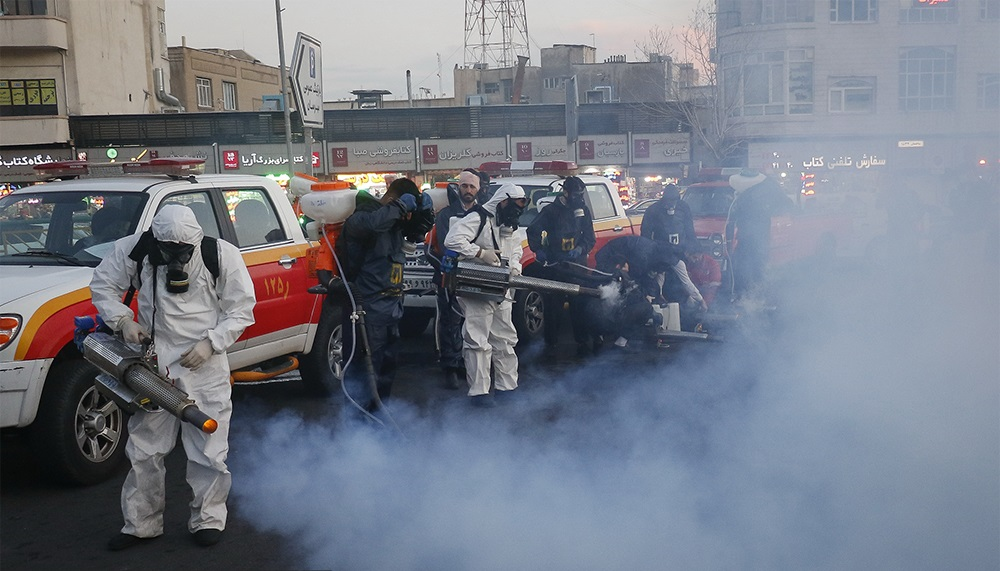
ضد عفونی کردن معابر شهر تهران توسط دستگاه‌های مکانیزه سازمان آتش‌نشانی

حسن روحانی، رئیس‌جمهور سابق و رئیس دولت دوازدهم اعتقاد دارد که اقدامات دولت او در مقابله با ویروس کرونا «افتخارآفرین است». در مقابل دولت او از سوی افکار عمومی با انتقاد رو به رو شده که آمار دقیق مبتلایان و جان باختگان را اعلام نمی‌کند و برای قرنطینهٔ قم و تعطیلی کسب و کارها که در قطع چرخه شیوع ویروس مؤثر است، اقدامات به موقع انجام نداده‌است. این در حالیست که مقام‌های ارشد دولتی پنهان‌کاری در آمار رد کردند و سید علی خامنه‌ای از «صداقت» مقام‌های مسئول تمجید کرد. دولت ایران همچنین به دلیل اینکه توقف پرواز هواپیماها به چین را رعایت نکرد با انتقاد شهروندان ایرانی و کاربران شبکه‌های اجتماعی مواجه شد.
نظام سلامت ایران از پیش از شیوع کرونا دچار کمبود تخت مراقبت ویژه بیمارستانی نسبت به جمعیت بوده‌است به طوری که به گفته علی امیر سوادکوهی، رئیس انجمن مراقبت‌های ویژه ایران، در دی ماه ۱۳۹۸، کشور فقط ۷۲۰۰ تخت مراقبت ویژه ICU داشته‌است، که طبق استاندارد این تعداد می‌بایست ۲۰ هزار تخت بوده باشد. وی در اواخر اسفند اعلام کرد که ظرفیت آی‌سی‌یوها تقریباً پر شده‌است. کیانوش جهانپور در ۹ فروردین ۱۳۹۹ اعلام کرد که ایران در حوزه تخت مراقبت ویژه دستگاه ونتیلاتور نیاز به کمک خارجی دارد، اما در دیگر حوزه‌ها توان داخل کفایت می‌کند. به گفته وی ۵۰ درصد بخشهای مراقبت ویژه کشور برای افراد مبتلا به ویروس کرونا اختصاص یافته که کاملاً پر شده‌است. او همچنین از راه‌اندازی بیش از ۵۶ آزمایشگاه برای تشخیص ویروس کرونا، تولید و انجام روزانه دست کم شش هزار آزمایش که قابلیت افزایش به ده هزار مورد را داراست، خبر داد.
در ۲۴ فروردین ۱۳۹۹ معاون خدمات شهری شهرداری تهران از ایجاد قطعهٔ جدید مخصوص قربانیان کرونا و قبرچینی به تعداد ۱۰ هزار قبر، در گورستان بهشت زهرای تهران خبر داد.

#### مستعان ۱۱۰
در ۲۷ فروردین ۱۳۹۹ فرمانده سپاه پاسداران از دستگاهی به‌نام مستعان رونمایی کرد که به گفتهٔ او بدون خون‌گیری و در مدت پنج ثانیه، هر ویروسی را از فاصلهٔ ۱۰۰ متری شناسایی می‌کند. سلامی این دستگاه را یک «پدیده علمی شگفت‌انگیز» دانست و گفت که توسط «دانشمندان بسیجی» ساخته شده‌است. ساعاتی بعد کیانوش جهانپور اعلام کرد دستگاه ویروس‌یاب سپاه، مجوز وزارت بهداشت را ندارد.

#### چاپ تمبر یادبود
در پایان آخرین جلسه هیئت دولت در سال ۱۳۹۸، در حاشیه این جلسه، حسن روحانی از تمبر یادبود تلاشگران خط مقدم مبارزه با ویروس کرونا با عنوان «قهرمانان وطن» ممهور و از آن رونمایی کرد. این تمبر پس از تصویب در شورای تمبر وزارت ارتباطات و فناوری اطلاعات، وارد چرخه پستی کشور شد. دست‌نوشتهٔ حسن روحانی پای این تمبر: «تاریخ ایران در برابر قهرمانان فداکار نظام سلامت تعظیم می‌کند. خداوند یاورتان»،

### اقدامات نیروهای مسلح ایران

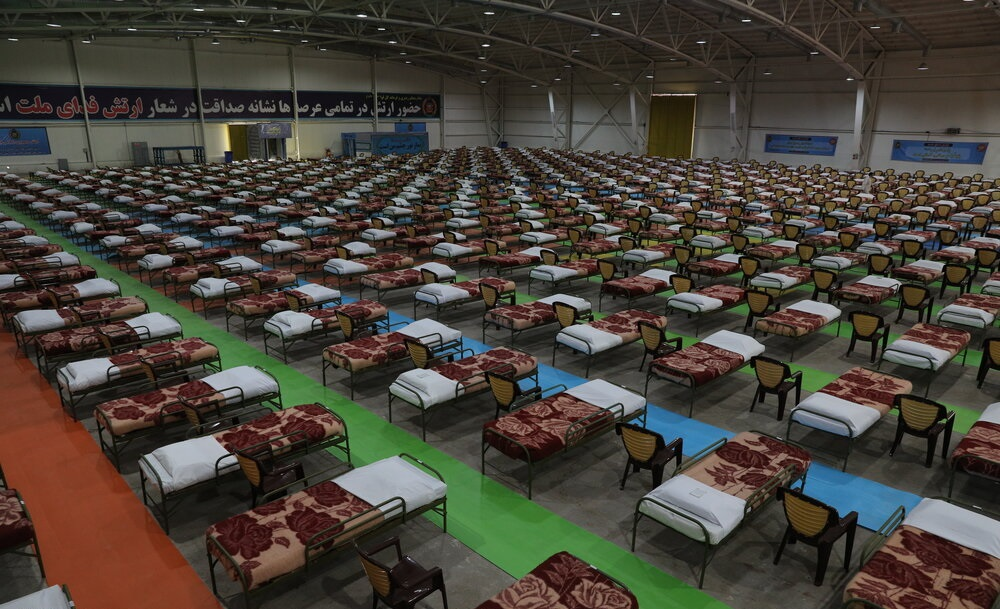
نقاهتگاه ۲۰۰۰ تختخوابی ارتش در محل نمایشگاه بین‌المللی تهران

رمضان شریف، سخنگو و مسئول روابط عمومی کل سپاه پاسداران انقلاب اسلامی اعلام کرد که فرماندهان ارشد سپاه در ستاد فرماندهی کل، حوزه مرکزی تا سپاه‌های استانی ۲۰ درصد از حقوق ماهانه خود را تا هنگام پایان این بحران در اختیار افرادی قرار خواهند داد که شغل خود را از دست داده‌اند.
ارتش نیز در مدت ۴۸ ساعت یک نقاهتگاه در محل نمایشگاه‌های بین‌المللی تهران بر قرار کرد که خبر آن در رسانه‌های غیر ایرانی نیز بازتاب یافت. ارتش جمهوری اسلامی در شهرهای تبریز، بندرعباس، اهواز و اراک هم نقاهتگاه راه اندازی کرد.
نیروی زمینی ارتش جمهوری اسلامی ایران نیز در جریان «رزمایش لبیک یا امام خامنه‌ای» عملیات ضد عفونی کردن معابر در ۲۶۰ شهر ایران را آغاز کرد.
در ۱۷ مهر و به دنبال افزایش وضعیت بحرانی کرونا در ایران، سید علی خامنه‌ای طی نامه‌ای به محمدحسین باقری رئیس ستاد کل نیروهای مسلح دستور داد که حداکثر ظرفیت همه مراکز درمانی و بیمارستان‌های نیروهای مسلح ایران، در اختیار بیماران مبتلا به کرونا قرار گیرد. پس از آن ستاد کل نیروهای مسلح طی اطلاعیه‌ای از قرارگرفتن کلیه مراکز درمانی و بیمارستان‌های نیروهای مسلح با حداکثر ظرفیت در اختیار بیماران مبتلا به کرونا خبر داد.

### کمک‌های بین‌المللی

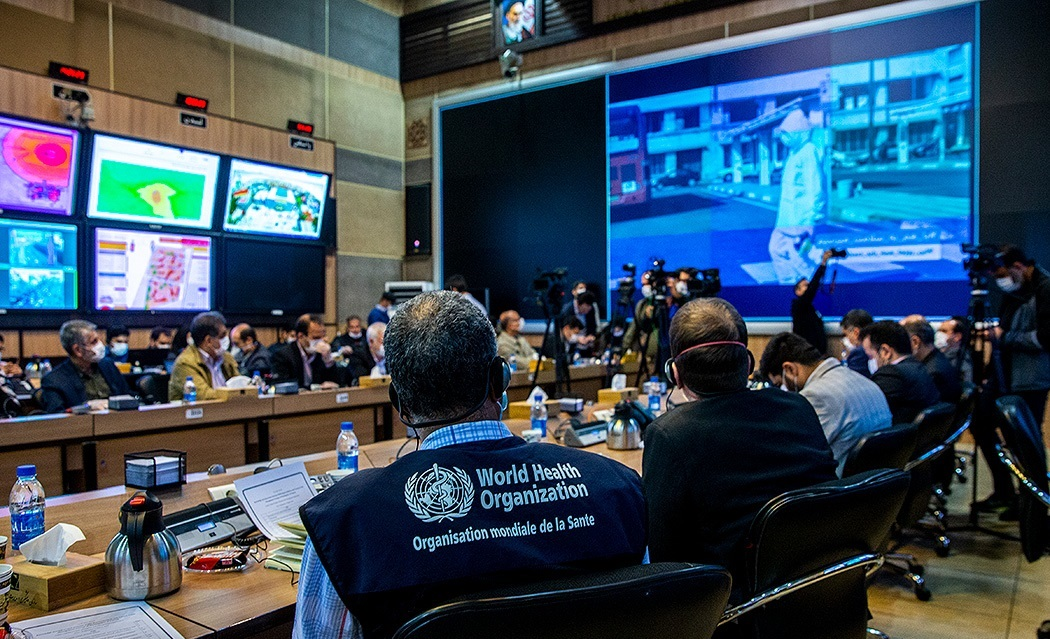
نشست مدیران شهری تهران با نمایندگان سازمان بهداشت جهانی

در ۲ اسفند چهارمین محموله کیت تشخیص بیماری کووید ۱۹ از امارات وارد ایران و تحویل انستیتو پاستور شد. این در حالی بود که وزیر بهداشت ایران در سوم اسفند گفته بود کیت تشخیص بیماری کرونا در کشور به تعداد لازم موجود است. پس از ورود چندین محموله کیت تشخیص کرونا به ایران، مصطفی قانعی دبیر ستاد توسعهٔ زیست‌فناوری معاونت علمی و فناوری ریاست جمهوری با وعدهٔ حمایت از طرح‌های تولیدی گفت به‌زودی فراخوان تولید این کیت‌ها برای مشارکت دانش‌بنیان‌های توانمند اعلام خواهد شد.
در ۱۲ اسفند وبسایت همشهری‌آنلاین گزارش کرد محمولهٔ کمک‌های سازمان بهداشت جهانی شامل بیش از ۷٫۵ تن تجهیزات پزشکی و حفاظتی برای بیش از ۱۵٬۰۰۰ نفر و همچنین کیت بررسی کرونا جهت غربالگری ۱۰۰٬۰۰۰ نفر وارد ایران شده‌است. این محموله در ۱۲ اسفند با یک هواپیمای نظامی از دبی وارد ایران شد. علاوه بر این کمک‌ها، ۶ تیم پزشکی سازمان جهانی بهداشت متشکل از پزشکان، متخصصان علوم آزمایشگاه و اپیدمیولوژیست به ایران در شناسایی و کنترل ویروس کرونا کمک می‌کنند. پیش از این، کشور چین هم در چند مرحله کیت تشخیصی برای ایران فرستاده بود.
مقامات جمهوری آذربایجان در روز ۱۷ اسفند با صدور بیانیه‌ای از تخصیص کمک بشردوستانه ۵ میلیون دلاری برای مقابله با ویروس کرونا به ایران خبر دادند.
حمید بعیدی نژاد، سفیر ایران در لندن، روز دوشنبه ۱۲ اسفند ۹۸ از ورود اولین محموله هدایای انگلستان، فرانسه و آلمان خبر داد و سید عباس موسوی، سخنگوی وزارت خارجه ایران، به ارسال سه محموله کمک‌های پزشکی شامل کیت‌های تشخیص و دستگاه‌های اکسیژن ساز و … از سوی کشور چین به همراه گروهی از پزشکان متخصص چینی و نیز کمک‌های سازمان صلیب سرخ جهانی و ترکیه اشاره کرد.

#### اخراج پزشکان بدون مرز
در ۲ فروردین ۱۳۹۹، بهرام قاسمی سفیر ایران در فرانسه اعلام کرد سازمان پزشکان بدون مرز یک مرکز فوریت‌های پزشکی با ظرفیت ۵۰ تخت برای درمان مبتلایان به بیماری کروناویروس در محوطهٔ بیمارستان امین اصفهان دائر خواهد کرد. دو روز بعد و به‌علت مخالفت نهادهای امنیتی و وزارت بهداشت، تیم ۹ نفرهٔ پزشکان سازمان یاد شده، از ایران اخراج شدند و احداث بیمارستان هم منتفی اعلام شد.

### اثر تحریم‌ها

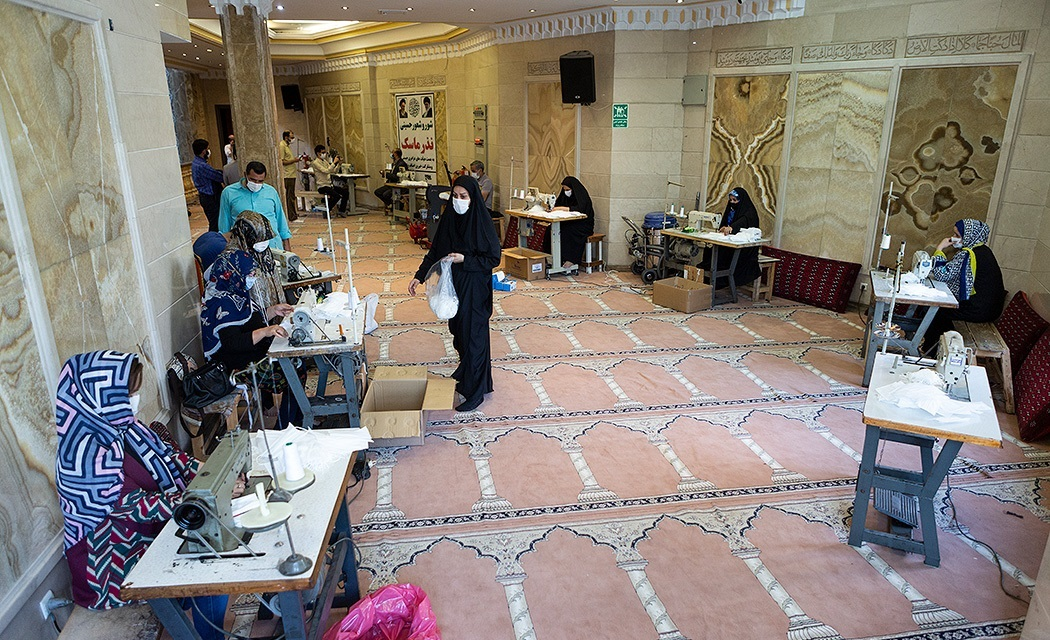
یک کارگاه دوخت ماسک مردمی در پی تشدید همه‌گیری، گرانی و کمبود ماسک

همزمانی گسترش ویروس کرونا در ایران با افزایش تحریم‌های آمریکا علیه این کشور تأثیرات زیادی بر اقتصاد ایران داشته و چالش‌هایی در زمینهٔ اقتصاد و بهداشت و درمان برای دولت ایران به دنبال داشته‌است. وزارت بهداشت ایران تحریم‌ها بر بخش بانکداری را عامل کمبود تجهیزات تشخیص ویروس کرونا دانسته‌است. طبق ارزیابی یک سازمان مستقل حقوق بشری به‌نام آرتیکل ۱۹ تحریم‌ها دسترسی شهروندان ایرانی به اطلاعات مربوط این بیماری و شیوع آن را با مشکل مواجه کرده و مردم به دلیل محدودیت‌های اقتصادی تحمیل شده توسط ایالات متحده، قادر به دسترسی به پایگاه داده coronavirus متعلق به دانشگاه جانز هاپکینز نیستند. هراس بسیاری از بانک‌های جهانی از تحریم‌های ایالات متحده از دیگر موانعی است که مشکلاتی را برای تأمین داروهای مورد نیاز ایران به وجود آورده‌است.
از زمان آغاز بحران کرونا در ایران مقامات آمریکایی بارها پیشنهاد کمک‌های بشردوستانه به ایران را برای مقابله با این شیوع این ویروس مطرح کرده‌اند و تأکید دارند که ارسال کمک‌های بشردوستانه به ایران تحریم نیست. ایالات متحده اعلام کرده متعهد است ضمن حفظ فشار بر نظام ایران، مردم این کشور به مواد غذایی، داروهای حیاتی و کالاهای بشردوستانه دسترسی داشته باشند و در این سیاق وزارت خزانه‌داری این کشور مجوز تراکنش مالی با بانک مرکزی ایران در رابطه با تجارت اقلام خاص انسان‌دوستانه را صادر کرده که در چارچوب این سازوکار معامله‌ای به ارزش دو و نیم میلیون دلار برای خرید دارو از طریق یک شرکت سوئیسی صورت گرفته‌است. اندیشکدهٔ شورای آتلانتیک نیز در گزارشی نوشته که گرچه اقلام بشردوستانه از تحریم‌ها علیه ایران مستثنا شده‌اند، اما وزارت خزانه داری آمریکا پیش از این شرکت‌هایی را که مقادیر کمی تجهیزات پزشکی به ایران فروخته‌اند، تحت پیگرد قرار داده و این امر منجر به بازدارندگی برای شرکت‌های دیگر در خصوص انجام مراودات با ایران شده‌است.
در این راستا کشورهای چین روسیه انگلیس و پاکستان در درخواست‌های جداگانه ای از آمریکا خواستار لغو تحریم‌های این کشور علیه ایران برای مقابله با کرونا شدند. حسن روحانی، علی لاریجانی و محمدجواد ظریف مقام‌های ایرانی بودند که طی نامه‌ها و درخواست‌های جداگانه از سران بعضی کشورها و نهادهای بین‌المللی خواستار پایان تحریم‌های دولت ایالات متحده به‌دلیل شیوع کرونا شدند.

## پیامدها

### پیامدهای اجتماعی و اقتصادی

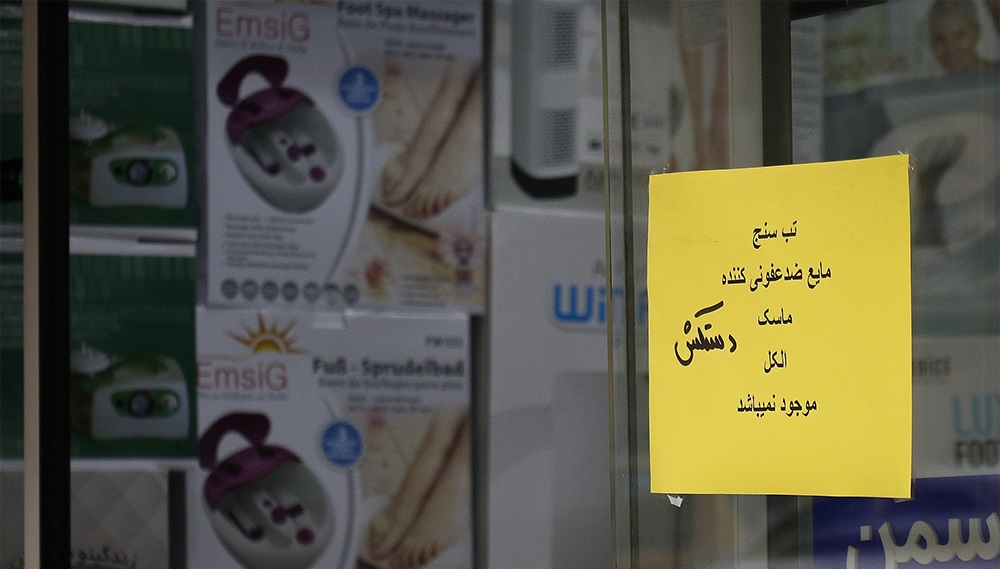
کمبود لوازم ضد عفونی و پیشگیری پس از شروع پاندمی کووید ۱۹ در داروخانه‌ها

نگرانی از شیوع کرونا در ابتدای اسفند سبب افزایش تقاضا برای تجهیزات پیشگیری و بهداشتی نظیر اسپری پاک کننده و ماسک تنفسی شد که متعاقب آن برخی اقدام به احتکار این قبیل محصولات کردند و در نتیجه محصولات کمیاب شد و قیمت‌ها به یکباره افزایش یافت. در گزارش‌های مختلف محتکران اقدام به احتکار چندصد هزار ماسک کرده بودند.
در این زمان، ماسک در ایران بسیار گران و کمیاب شده و قیمت ماسک از ۴۱۰۰ تومان به ۱۵ هزار تومان رسید. این در حالی است که وزارت بهداشت ۲ میلیون ماسک به چین اهدا کرده بود.
در ۱۲ اسفند و پس از آن‌که چند تن از مقامات از تولید انبوه ماسک در ایران خبر دادند، سعید نمکی در نامه‌ای به رضا رحمانی (وزیر صنعت) با اشاره به اینکه در طول یک هفتهٔ گذشته (۲ تا ۱۰ اسفند ۹۸) «حداکثر یک میلیون ماسک» تحویل وزارت بهداشت شده‌است، به‌شدت از «شعار فریبندهٔ تولید چند میلیون ماسک در روز» و «شبکهٔ احتکار ماسک» انتقاد کرد. پیش‌تر مدیر اجرایی بسیج اتاق اصناف و قائم مقام وزیر صنعت در اظهار نظرهای جداگانه از تولید چند میلیون ماسک در روز سخن گفته بودند. در فروردین ۹۹رئیس ستاد اجرایی، خبر از افتتاح کارخانهٔ تولید ماسک سه‌لایه در شهرک صنعتی اشتهارد استان البرز داد. به گفتهٔ او این «بزرگترین کارخانهٔ تولید ماسک در جنوب غرب آسیا» است.
با پیشنهاد وزیر بهداشت و موافقت سید علی خامنه‌ای کادر پزشکی، پرستاری، بهداشتی و خدماتی که در زمان خدمت‌رسانی به بیماران مبتلا به کرونا درگذشته‌اند «شهید خدمت» محسوب می‌شوند. پرستاران و پزشکان ایرانی نیز برای گذراندن دوره سخت مبارزه با کرونا در کشور ویدئوهایی از رقصیدنشان در بیمارستان منتشر کردند. آنها این فیلم‌ها را در حالی ضبط کردند که لباس مخصوص با تجهیزات کامل از سر تا پا پوشیده‌اند و ماسک روی صورت دارند.
با وجود این که کرونا ویروس از طریق غذای پخته منتقل نمی‌شود، فروش رستوران‌ها در ایران بر اثر شیوع کروناویروس ۳۰ درصد کاهش یافت. پس از شیوع ویروس کرونا برخی پزشکان و کاربران شبکه‌های مجازی اعلام کردند محصولاتی مانند سیر، لیموترش و زنجبیل که غذاهای گرم محسوب می‌شوند می‌تواند ویروس کرونا را کنترل کند. همین باعث شد تا تقاضا برای این قبیل محصولات بیشتر شود و همزمان قیمت‌ها چند برابر شد. با وجود این‌که تغذیهٔ سالم و مصرف ویتامین‌ها و املاح معدنی برای سلامتی سودمند است، مصرف میوه یا سبزیجات خاص برای پیشگیری از ابتلا به کرونا پایهٔ علمی ندارد.
از انتهای بهمن ماه به دلیل شیوع ویروس کرونا و کاهش رفت‌وآمد شهروندان میزان مصرف بنزین در کشور ۱۰ درصد کاهش یافت. سفرهای نوروزی نیز تا ۵ فروردین ۱۳۹۸ با کاهش ۶۰ درصدی نسبت به زمان مشابه سال گذشته همراه بود. با این حال، عدم توجه عده ای از مردم نسبت به قرنطینه خانگی و انجام مسافرت‌های شهری توسط آنان باعث انتقادات گسترده‌ای در سطح جامعه شد.

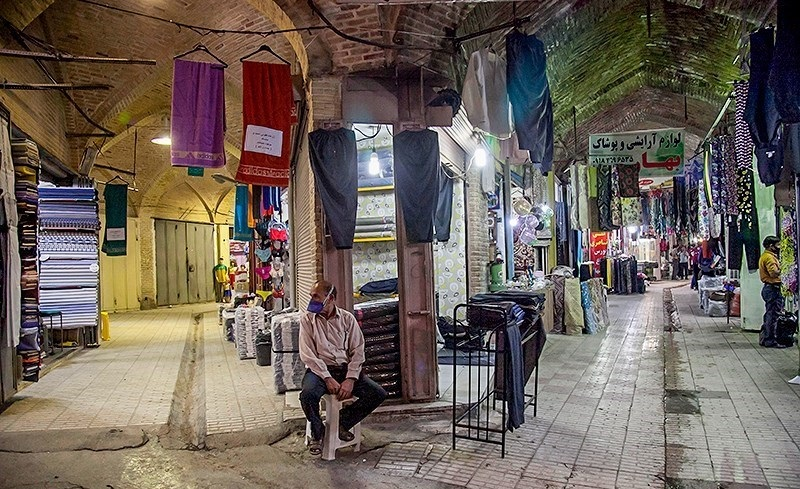
کسادی بازار سنتی کرمانشاه در پی تشدید کرونا کووید ۱۹ مرداد ۱۳۹۹

محمد کشتی آرای، رئیس کمیسیون تخصصی طلا و جواهر نیز اعلام کرد بازار طلا و سکه بخاطر شیوع کرونا به حالت تعطیل درآمده و هیچ معامله ای انجام نمی‌شود. وی همچنین گفت قیمت جهانی طلا تحت تأثیر گسترش ویروس کرونا در کشورهای مختلف افزایش یافته‌است.
هم‌زمان با افزایش نگرانی از شیوع ویروس کرونا زندانیان در زندان‌های مختلف ایران شورش و در مواردی از زندان فرار کردند. قوه قضاییه ایران اعلام کرده‌است که تا کنون حدود بیش از ۸۰ هزار زندانی را به دلیل شیوع ویروس کرونا به مرخصی فرستاده یا به صورت مشروط آزاد کرده‌است. با وجود این گروه‌های حقوق بشری و فعالان طرفدار حقوق زندانیان دربارهٔ نبود امکانات کافی در زندان‌های ایران و خطر شیوع بیماری در زندان‌های مختلف ایران هشدار داده‌اند.
علی ربیعی سخنگوی دولت حسن روحانی گفته‌است که در پی شیوع ویروس کرونا در ایران میلیون‌ها نفر در معرض بیکاری و اخراج قرار گرفته‌اند و بیش از ۳ میلیون شاغل رسمی و ۴ میلیون شاغل غیررسمی در معرض کاهش دستمزد و اخراج قرار گرفته و فعالیت بیشتر از ۱ میلیون و ۵۰۰ هزار گارگاه متوقف شده‌است.
به گفته معاون وزارت بهداشت حکومت جمهوری اسلامی در ۲۳ فروردین ۱۳۹۹ مرگ و میر در میان فقرا به دلیل عدم دسترسی آنها به وسایل بهداشتی و خدمات درمانی بیشتر است.
در روزهای پایانی فروردین ۹۹ و پس از آن که دولت اعلام کرد برای دریافت وام یک میلیون تومانی، متقاضیان باید سیم کارتی دریافت کنند تا از طریق آن پیامک درخواست وام را ارسال کنند، افراد زیادی به مراکز تحویل سیم کارت مراجعه کردند و صف‌های طویل به وجود آمد. خبرگزاری ایرنا در گزارشی که راجع به این موضوع منتشر کرد، این صف‌ها را نقض جدی طرح فاصله‌گذاری اجتماعی هوشمند خواند که بستر بسیار مساعدی را برای شیوع بیشتر کرونا فراهم کرده‌است.
به گزارش رویترز گروه‌های همسو با منافع حکومت ایران تلاش به هک کردن حساب ایمیل کارمندان سازمان بهداشت جهانی از طریق حمله فیشینگ کرده‌است. همچنین به گزارش فوربز گروهی که احتمال دارد با حکومت ایران همکاری داشته باشد، کمپین‌های مختلفی در فیس‌بوک و اینستاگرام به راه انداخته‌است تا اطلاعات غلط در مورد کروناویروس را در این وبگاه‌ها رواج دهد.
در مهر ۹۹، عیسی منصوری، معاون اشتغال وزارت کار گفت از شروع دنیاگیری کروناویروس در ایران تاکنون «حدود ۶ میلیون نفر در کشور از کرونا آسیب دیده‌اند و حدود یک و نیم میلیون نفر در مشاغل به علت کرونا ریزش کرده‌اند و کار خود را از دست دادند.» و «از یک میلیون و ۵۰۰ هزار نفری که در دوران کرونا بیکار شده‌اند، حدود ۱۵۵ هزار و ۷۰۰ نفر از اسفند تاکنون نتوانسته‌اند دوباره شاغل شوند».

### پیامدهای ورزشی

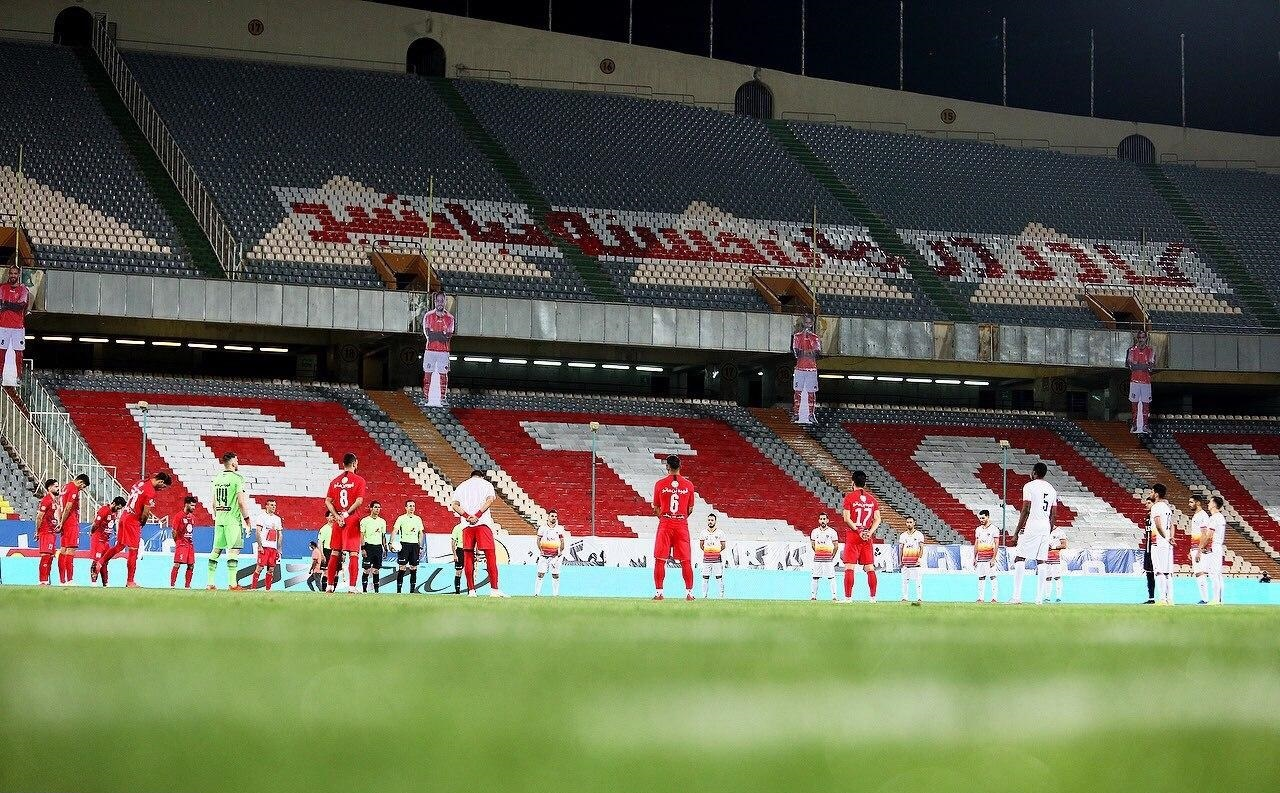
بازی پرسپولیس مقابل فولاد در ورزشگاه آزادی بدون حضور تماشاگر تیر ۱۳۹۹

شیوع کرونا باعث تعطیلی تمامی فعالیت‌های ورزشی از جمله لیگ برتر فوتبال و به تعویق‌افتادنِ انتخابات ریاست فدراسیون فوتبال ایران شد. پیش از این هفتهٔ بیستم و بیست و یکم لیگ برتر در حالی برگزار شده بود که با مصوّبهٔ ستاد مبارزه با شیوع کرونا، تمامی این مسابقات بدون حضور تماشاگر برگزار شد. این تصمیم باعث شده بود تا یکی از حساس‌ترین بازی‌ها بین دو تیم پرسپولیس و سپاهان که تأثیر زیادی در تعیین قهرمان لیگ برتر داشت برگزار نشود و کمیتهٔ انضباطی فدراسیون فوتبال بازی را سه بر صفر به سود پرسپولیس به دلیل عدم حضور سپاهان در اعتراض به نبودِ تماشاگرانش بدهد.
صبح دوشنبه ۱۹ اسفند ۹۸ با وجود مخالفت و اعتراض جمعی از اعضای مجمع فدراسیون دوومیدانی و در حالی که دولت بر قرنطینهٔ خانگی شهروندان و عدم مسافرت‌های بین شهری تأکید می‌کرد، وزارت ورزش انتخابات فدراسیون دوومیدانی که توأم با درگیری بود را برگزار کرد. مهدی علی‌نژاد، رئیس مجمع، به خبرنگاران گفت: «ویروس بلاتکلیفی فدراسیون بسیار خطرناک‌تر از ویروس کرونا است». صداوسیما در گزارشی با انعکاس درگیری‌های مجمع اعلام کرد «کرونا همهٔ فعالیت‌های ورزشی را معلق کرده و کسی فکرش را نمی‌کرد این انتخابات برگزار شود».

### پیامدهای مذهبی
شیوع کرونا باعث تعطیلی نمازهای جماعت مساجد و همچین نمازهای جمعهٔ سراسر کشور برای اولین بار پس از انقلاب اسلامی شد. همچنین پس از چند هفته مقاومت مراکز مذهبی در برابر بستنِ اماکن زیارتی، در نهایت در تاریخ ۲۶ اسفند ۱۳۹۸ وزارت کشور ایران پس از موافقت تولیت‌های حرم امام رضا، حرم فاطمه معصومه، حرم عبدالعظیم حسنی و مسجد جمکران دستور تعطیلی اماکن زیارتی ایران را ابلاغ کرد. ساعاتی پس از بسته‌شدن اماکن مذهبی قم و مشهد، عدّه‌ای مقابل درِ این حرم‌ها اعتراض کردند و در قم به نوشتهٔ سایت‌های داخلی، یکی از درهای حرم را شکستند. این اتّفاق واکنش‌های گسترده‌ای را در میان رسانه‌ها و شخصیّت‌های سیاسی و مذهبی داخل ایران داشت و آن را «هتکِ حرمت» خواندند. عدّه‌ای از معترضان با دستور دادستانی بازداشت شدند.

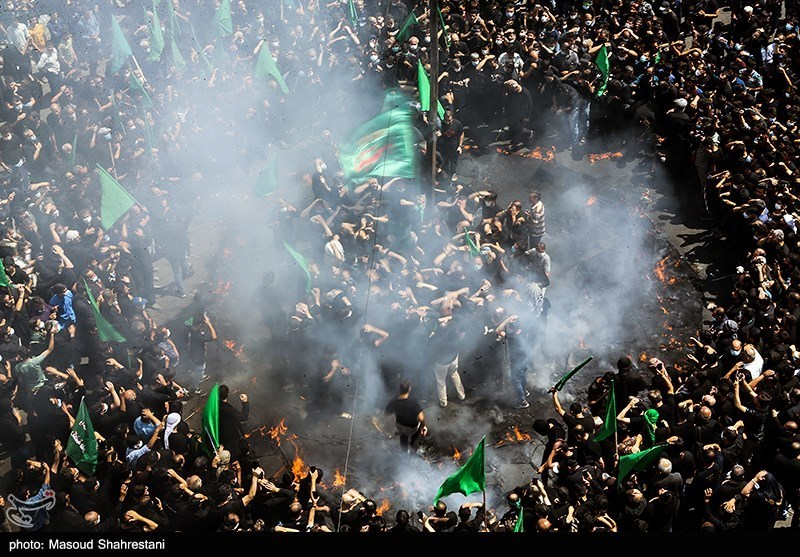
مراسم خیمه‌سوزان ظهر عاشورا، چهارراه گلوبندک تهران، ۲۸ مرداد ۱۴۰۰

روز ۴ مرداد ۱۳۹۹، حسن روحانی - رئیس‌جمهور سابق ایران - در جلسهٔ ستاد ملّی مقابله با کرونا گفت عزاداری محرم حتّی در مناطقی که از نظر شیوع کرونا در وضعیت قرمز هستند، باید برگزار شود. او با اشاره به بحث‌های مطرح دربارهٔ نحوهٔ عزاداری در محرم گفت دوگانهٔ سلامت یا عزاداری نداریم. او گفت تجربهٔ برگزاری مراسم مذهبی ماه رمضان نشان داد که این مراسم «باعث شیوع کرونا» نبوده‌اند. روحانی در عین حال خواستار رعایت پروتکل‌های بهداشتی و عزاداری در فضای باز شد و گفت باید زمان عزاداری‌ها محدود شود، چون «می‌تواند ما را با مشکل در زمینهٔ شیوع کرونا مواجه کند».

### پیامدهای آموزشی
برنامه شاد، یک پیام‌رسان بومی است که دولت ایران پس از شیوع ویروس کرونا و تعطیلی اجباری مدارس، برای آموزش از راه دور دانش‌آموزان راه‌اندازی کرد. اما نگرانی‌هایی مانند گرانیِ تبلت و تلفن همراه در کنار ناپایداریِ اتّصال و سرعت اینترنت و نیز قیمت استفاده از اینترنت و… به وجود آمد. در آغاز راه‌اندازی شبکهٔ شاد، وزیر آموزش و پرورش ایران، گفت بخش قابل توجّهی از دانش‌آموزان به دلایلی مانند «عدم دسترسی به اینترنت یا ابزارهای ارتباطی»، از آموزش از راه دور محروم مانده‌اند.
مدّتی بعد، وزارت آموزش و پرورش جمهوری اسلامی گفت نزدیک به پنج میلیون دانش‌آموز به دلیل نداشتنِ تبلت و گوشی، امکان عضویّت در شبکهٔ «شاد» را ندارند و با خطر «بازماندگی از تحصیل» روبه‌رو هستند. بر اساس گفتهٔ این وزارت، چهار میلیون و ۷۱۸ هزار دانش‌آموز عضو این شبکه نشده‌اند که دلیل عمدهٔ آن «عدم دسترسی به تبلت و گوشی در مناطق کم‌برخوردار» است.
وزارت آموزش و پروش این مسئله را با سازمان‌ها و دستگاه‌های گوناگون مطرح کرده و گفته برای جلوگیری از بازماندگی از تحصیل این دانش‌آموزان «نیاز است آن‌ها به ابزارهای آموزش دسترسی داشته باشد». در ادامه گفته شد حدود ۵۰۰ هزار نفر از دانش‌آموزانی که عضو شبکهٔ شاد نشده‌اند، از دانش‌آموزان اتباع عمدتاً افغانستانی هستند و بیشترین شمار دانش‌آموزانی که به دلیل نداشتن تبلت امکان عضویت در این شبکه را ندارند، در استان سیستان و بلوچستان زندگی می‌کنند.

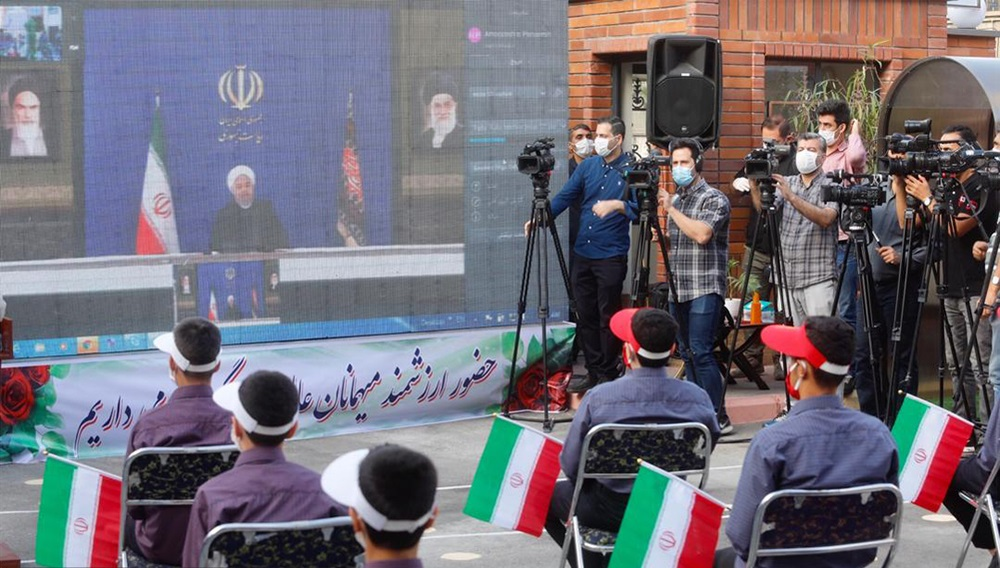
شروع حضوری سال تحصیلی جدید در حالیکه حسن روحانی بصورت غیرحضوری از دفتر کارش مراسم را برگزار می‌کند.

وزارت آموزش و پرورش ایران برآورد می‌کند در سال تحصیلی ۹۹–۹۸، ۶۰ درصد دانش آموزان به صورت مجازی ادامه تحصیل دادند اما ۴۰ درصد از تحصیل بازماندند. به گفته این وزارت «نبود سیستم یک‌پارچه اینترنتی» و «نبود دسترسی به فناوری‌ها و برنامه‌های تلویزیونی» در تمام کشور به ویژه مناطق محروم و روستایی و عشایر از علل اصلی بازماندن دانش آموزان از تحصیل است.
در شهریور ۱۳۹۹، مدیرکل دفتر دبستان و پیش‌دبستان وزارت آموزش و پرورش، از ثبت نام نکردن ۳۰۰ هزار دانش آموزش ابتدایی بخاطر شیوع کرونا خبر داد و گفت ثبت نام دانش آموزان نسبت به سال قبل ۲۰ درصد کاهش داشته‌است. به گفته او بازگشایی مدارس در ایران یکی از چالش‌های اصلی این وزارت است و سازمان هنوز نمی‌داند باید در وضعیت سفید، زرد و قرمز چه کاری انجام دهد.
بعد از شروع مدارس از ۱۵ شهریور، روز یکشنبه ۲۳ شهریور ۱۳۹۹، (تنها هشت روز بعد بازگشایی مدارس) عبدالرضا احسانی‌نیا، فرماندار گتوند در استان خوزستان، خبر درگذشت یک دانش‌آموز ۸ ساله بر اثر کرونا در این شهرستان را تأیید کرد. او گفت که این دانش‌آموز یک روز پس از حضور در کلاسی چهار نفره بیمار شد و به مدرسه نرفت و تست کرونای این دانش‌آموز پسر در دو مرحله منفی شد اما در مرحله سوم آزمایش کرونای او مثبت شد.
در ۲۱ مهر ۱۳۹۹، یک دانش‌آموز ۱۱ ساله اهل بندر دیر بوشهر به اسم محمد موسوی‌زاده بخاطر «نداشتن گوشی هوشمند برای استفاده از شبکه «شاد» آموزش و پرورش و ناتوانی مالی برای خرید گوشی» خودکشی کرد. به گفته مادرش «ما در خانه فقط یک گوشی خراب داشتیم که نه فیلم‌برداری می‌کرد و نه می‌شد با آن وُیس فرستاد. همین باعث غم و غصه پسرم شده بود.» و مدیر مدرسه قرار بود به سه دانش آموز تلفن همراه دهد اما «هیچ گوشی‌ای در کار نبود و تنها دلیل غصه پسرم که باعث شد این بلا را سر خودش بیاورد، نداشتن گوشی بود».

### پیامدهای سیاسی

#### شیوع بیماری در بین مقام‌های ایران

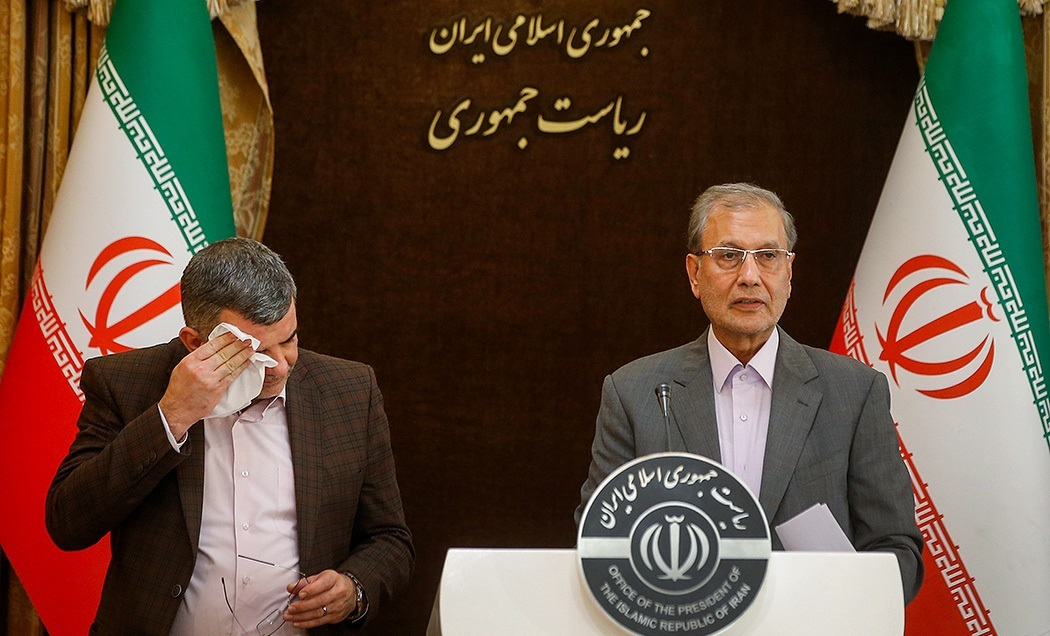
علی ربیعی و ایرج حریرچی در نشست خبری. ساعاتی پس از این نشست اعلام شد که ایرج حریرچی به کرونا مبتلا شده‌است.

از زمان اعلام رسمی شیوع کرونا در اول اسفند ۱۳۹۸ در ایران، شماری از مقام‌ها و چهره‌های سیاسی جمهوری اسلامی ایران اعلام کرده‌اند که به ویروس کرونا و بیماری کووید ۱۹ مبتلا شده‌اند. شهروندان مشکوک به ابتلا به ویروس کرونا در ایران تا مراحل پیشرفته بیماری دسترسی به کیت تشخیص ندارند اما مقام‌های حکومتی که تاکنون مشکوک به ابتلا بوده‌اند اعلام کرده‌اند به فاصله کوتاهی تست کرونا داده‌اند. حسین باستانی اعتقاد دارد شتاب گسترش بیماری در میان مسئولان ایرانی، نه نتیجهٔ مجموعه‌ای از تصادف‌های همزمان، که حاصل یک پدیدهٔ واحد باشد. احتمالاً اولین حدسی که در مورد این پدیدهٔ واحد به ذهن می‌رسد این خواهد بود که تعداد واقعی مبتلایان به کرونا در ایران در سطحی فراتر از ارقام رسمی قرار دارد و در نتیجه، سهم مسئولان از مبتلایان به این بیماری نیز بالاست.
تا تاریخ ۱۲ اسفند دست کم ۱۷ تن از مقامات و مدیران کشور به کرونا مبتلا شده و ۵ تن از آنها درگذشته‌اند.
در تاریخ ۱۳ اسفند عبدالرضا مصری نایب رئیس مجلس گفت: تاکنون تست کرونای ۲۳ نفر از نمایندگان مثبت بوده‌است.
یک پزشک می‌گوید: «برای اینکه بیمار مشکوک به کرونا بستری شود، باید در درجهٔ اول، تب بالای ۳۷/۵ داشته باشد و دوم افت سطح اشباع اکسیژن خونش کمتر از ۹۰ باشد. اگر این موارد را داشته باشد، جزو موارد مشکوک به کروناست و از این بیمار تست PCR می‌گیرند.» به گفتهٔ این پزشک تست کرونا هزینهٔ بالایی دارد و تست اعضای شورای شهر و نمایندگان مجلس، آن هم در حالی که هنوز علائمی از ابتلا به کرونا نداشتند «غیراخلاقی» است چون در شرایط کمبود کیت تشخیص کرونا ضرورت آن برای بیماران نیازمند است.

#### بازداشت منتقدان عملکرد مسئولان
در ۲۱ اسفند محمد مختاری، کاپیتان تیم فوتبال داماش گیلان با حکم قضایی دادستان استان گیلان، توسط سازمان اطلاعات سپاه قدس گیلان بازداشت شد. او آمار رسمی رسانه‌های دولتی دربارهٔ شمار قربانیان کرونا را دروغ دانسته و در صفحهٔ اینستاگرامش نوشته بود که فقط در استان گیلان روزانه بالای صد نفر می‌میرند و روی هم انباشته شده و جایی برای دفن آنها نیست. او همچنین به نیروهای بسیج بابت سرکوب سریع مردم در مواقع اعتراضات و انفعال در زمان بیماری کرونا به شدت تاخته بود.
در ۲۲ اسفند خبر دستگیری مهدی حاجتی عضو شورای شهر شیراز منتشر شد. حاجتی در روزهای پیش از بازداشت، در صفحهٔ توییترش پست‌های انتقادی علیه نحوهٔ مدیریت بحران کرونا منتشر می‌کرد. او در یکی از توییت‌هایش نوشته بود: «دشمن ملت ایران امروز آن کسانی هستند که برای رو کم کنیِ دشمن فرضی حاضر شدند بر سر جان هموطنان ما قمار کنند» و «دشمن ملت ایران دقیقاً امثال کسانی است که نگذاشتند قم قرنطینه شود».
مصطفی فقیهی، مدیر سایت انتخاب، پس از آن که در توییتی تعداد قربانیان مشکوک به کرونا را نزدیک به ۲۰۰۰ نفر اعلام کرد و از وزیر بهداشت خواست که آمار واقعی را به مردم بگوید در ۲۰ اسفند به دادسرا احضار شد. در ۲۳ اسفند کانال تلگرامی ایران تایمز خبر بازداشت او را منتشر کرد.
۱۷ فروردین ۱۳۹۹ رحیم یوسف پور، پزشکی از اهالی سقز به‌دلیل گذاشتن ویدئویی در فضای مجازی (حدود یک ماه قبل) که در آن آمار مبتلایان به ویروس کرونا را ۴ رقمی اعلام کرده بود و به مردم این شهرستان هشدار داده بود، به مراجع قضایی احضار شد.
در ۲۷ فروردین، خبرگزاری‌های ایران خبر دادند محمود شهریاری، به دلیل آنچه «انتشار شایعات و اخبار دروغ در فضای مجازی» خوانده شد، بازداشت شده‌است. شهریاری با انتشار ویدیوهایی در شبکه‌های اجتماعی از عملکرد حکومت ایران به ویژه در مقابله با شیوع کرونا انتقاد کرده‌بود.
روز ۲۰ مرداد ۱۳۹۹، روزنامه جهان صنعت از سوی هیئت نظارت بر مطبوعات توقیف شد. محمدرضا سعدی، مدیر مسئول روزنامه جهان صنعت، با تأیید توقیف این روزنامه گفت که گزارش صفحه جامعه با عنوان «به آمار دولتی اعتماد نیست» (مورخ ۱۹ مرداد ۱۳۹۹) علت توقیف روزنامه بوده‌است. در این گزارش محمدرضا محبوب‌فر، عضو ستاد ملی مقابله با کرونا، گفته بود آمارهای وزارت بهداشت ایران از تعداد مبتلایان و مرگ‌ومیر ناشی از ویروس کرونا، «یک بیستم آمار حقیقی است» و به آن نمی‌توان اعتماد کرد. او این آمار را «مهندسی‌شده» خوانده و گفته بود که صرفاً «بر اساس ملاحظات سیاسی و امنیتی به جامعه تزریق می‌شود».

### سرایت بیماری از ایران به دیگر کشورها

کشورهایی از جهان که مواردی از کووید ۱۹ متصل به خوشه ایران دارند

ایران پس از چین به دومین نقطهٔ کانونی گسترش ویروس کرونا در جهان تبدیل شد. تا روز پانزدهم اسفند، ۲۸ کشور کانادا، لبنان، امارات متحده عربی، بحرین، کویت، عراق، افغانستان، عمان، پاکستان، گرجستان، چین، استونی، نروژ، اسپانیا، سوئد، بریتانیا، بلاروس، نیوزلند، آلمان، جمهوری آذربایجان، استرالیا، قطر، ارمنستان، ایالات متحده آمریکا، عربستان، مجارستان، تایلند، و هند اعلام کرده‌اند که افرادی مبتلا به کروناویروس را شناسایی کرده‌اند که از مبدأ ایران آمده‌اند. بسیاری از موارد ابتلا در کشورهای همجوار ایران مربوط به افرادی است که برای زیارت اماکن مقدس شیعیان به ایران سفر کرده بودند.

#### اعمال محدودیت در مرزها
عراق، کویت، ترکیه، پاکستان، ترکمنستان، گرجستان، ارمنستان عمان و تاجیکستان، بحرین و امارات. از جمله کشورهایی بودند که در مرزها خود با ایران اعمال محدودیت کردند.
تمیم بن حمد بن خلیفه آل ثانی، امیر قطر، دستور داد تا شهروندان این کشور از ایران خارج شوند. همچنین روسیه صدور روادید برای ایرانیان را لغو کرد و تاتیانا گولیکووا، معاون نخست‌وزیر روسیه به شهروندان روسیه توصیه کرد که از سفر به ایتالیا هم پرهیز کنند. همان روز جاسیندا آردرن، نخست‌وزیر نیوزیلند، خبر داد که سومین آزمایش یک زن شصت و چند سالهٔ دو ملیتی ایرانی/نیوزلندی بعد از بازگشت از ایران مثبت شده و به‌همراه سه عضو خانواده و افرادی که در هواپیما امکان تماس با او را داشته‌اند، در قرنطینه به سر می‌برد.
ادارهٔ کل هوانوردی غیرنظامی ترکیه به دلیل شیوع ویروس کرونا در ایران، همه پروازهای مسافری و باربری به این کشور تا اطلاع ثانوی متوقف کرد. مدیر بنادر کویت گفت که بندر دوحه بسته شده‌است چرا که می‌خواهند از هرگونه تماس با خدمه‌هایی که از ایران می‌آیند جلوگیری شود.
وزارت خارجه کانادا به کانادایی‌های مستقر در ایران هشدار داد با توجه به گسترش شیوع ویروس کرونا در ایران خروج از این کشور سخت‌تر شده و بهتر است برای ترک ایران اقدام کنند. ایالات متحده دستور اعمال محدودیت مضاعف بر ایران را داد. سازمان بهداشت همگانی سوئد به دلیل «عدم کنترل دولت ایران بر شیوع کرونا به خارج از کشور» از دولت سوئد خواستار توقف تمام پروازها به ایران یا از ایران و لغو مجوز پرواز هواپیماهای ایران‌ایر برای ورود به کشور را شد.

## واکنش‌ها

### داخلی

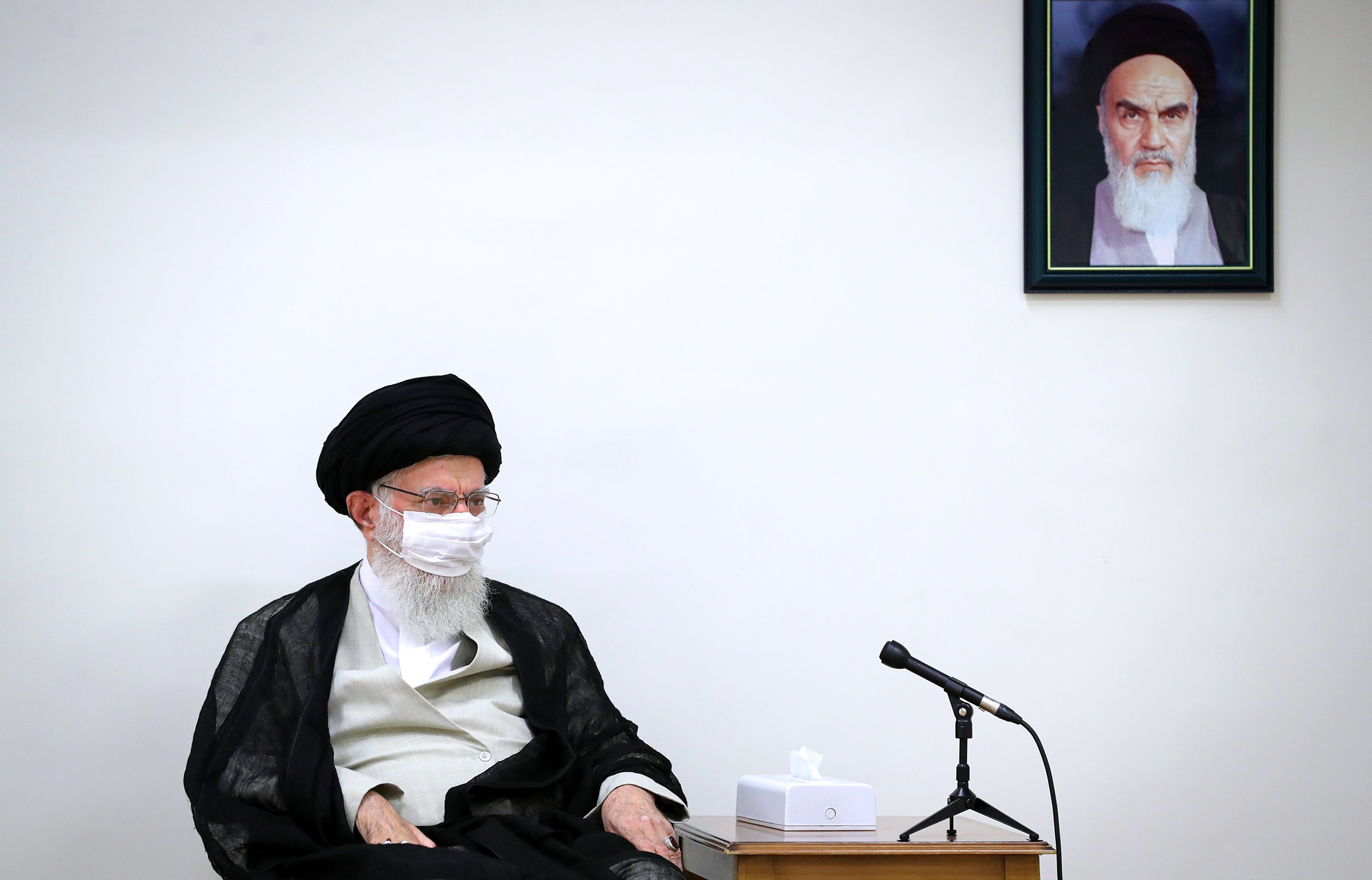
علی خامنه‌ای برای نخستین بار در تیر ۱۳۹۹ هنگام اوج‌گیری دوباره کرونا از ماسک استفاده کرد.

سید علی خامنه‌ای، رهبر جمهوری اسلامی ایران، در سخنرانی درس خارج فقه خود در زمان شیوع ویروس، این بیماری را بهانه خوبی برای دشمن یا مخالفان انتخابات دانست که قصد دارند مشارکت در انتخابات را کاهش دهند. به عقیده او مردم به‌ویژه مردم قم بدون توجه به این موارد، در یازدهمین انتخابات مجلس شورای اسلامی حضور پیدا کردند و این شهر یکی از شلوغ‌ترین حوزه‌های رأی‌گیری بود. البته مشارکت ۴۳ درصدی مردم قم در این انتخابات پایین‌ترین سطح مشارکت در یازده دوره اخیر انتخابات مجلس بود.
سید احمد علم‌الهدی، امام جمعه مشهد، ۹ اسفند ۱۳۹۸ از تعطیلی نماز جمعه مرکز استان خراسان رضوی به دلیل شیوع ویروس کرونا انتقاد کرد. برنامه زنده فرمول یک، پس از انتقاد امیرحسین رستمی از عملکرد مقامات ایران متوقف و این بازیگر از برنامه بیرون گذاشته شد.

### خارجی
همچنین شیوع این بیماری با واکنش چانگ هوا، سفیر چین در ایران، مایک پمپئو، وزیر خارجه ایالات متحده، سازمان گزارشگران بدون مرز، داعشدونالد ترامپ، رئیس‌جمهور ایالات متحده آمریکا، مورگان اورتگس، سخنگوی وزارت خارجه آمریکا، کنث مک‌کنزی، فرمانده سنت‌کام، مریم رجوی رهبر شورای ملی مقاومت ایران رضا پهلوی و پروژه ققنوس ایران روبرو شد.
شیوع این بیماری در ایران همچنین در رسانه‌های بین‌المللی همچون ان‌بی‌سی نیوز، مجله آتلانتیک، مجلهٔ تایمز، وبگاه بلومبرگ بازتاب داشت. در ۲۲ اسفند واشینگتن پست با انتشار تصاویر ماهواره‌ای از گورستان بهشت معصومهٔ قم نوشت: «گودال‌های حفر شده برای دفن قربانیان کرونا ویروس در قم به قدری گسترده هستند که از فضا هم قابل مشاهده‌اند». به نوشتهٔ واشینگتن پست، حفاری گورهای جدید از ۲۱ فوریه (روز برگزاری انتخابات مجلس) آغاز شده و در روزهای بعد به‌سرعت گسترش پیدا کرده‌است. با توجه به این‌که در آن زمان مقام‌های ایران شمار قربانیان را دو نفر اعلام کرده بودند، حفاری چنین خندق‌های بزرگی، غیرمعمول و عجیب به نظر می‌رسد. تنها یک هفته بعد، دو گودال بزرگ در تصاویر ماهواره‌ای دیده می‌شود که به اندازهٔ یک زمین فوتبال طول دارند. واشینگتن پست در گزارشش به تَل‌های بزرگ آهک در قبرستان بهشت معصومه هم اشاره کرده و می‌گوید آهک معمولاً برای قبرهای دسته‌جمعی بکار می‌رود.
بنابر گزارش رادیو فردا در ۲۲ تیر ۱۳۹۹ سازمان عفو بین‌الملل در گزارشی تازه اعلام کرده‌است که ایران در کنار آمریکا و مصر بیشترین آمار کشته‌شدگان بر اثر ویروس کرونا را در میان کادر درمانی و پزشکی دارا می‌باشد.
روز سه‌شنبه ۱۵ مهر ۱۳۹۹ میشل باشله، کمیسر عالی حقوق بشر سازمان ملل، با ابراز نگرانی نسبت به وضعیت فعالان حقوق بشر، وکلای دادگستری، فعالان محیط زیست و سایر زندانیان عقیدتی زندانی در ایران، خواستار آزادی آنان در شرایط گسترش کرونا شد. وی در بیانیه‌ای افزود: «افرادی که فقط به خاطر عقاید سیاسی یا فعالیت‌های حقوق بشری در زندان هستند اصلاً نباید بازداشت می‌شدند و در هر صورت نباید با این زندانیان سختگیری بیشتری کرد یا آنان را در معرض خطر قرار داد».

### داده‌ها و نقشه‌ها
- نماگر کووید-۱۹ پایگاه استنادی علوم جهان اسلام (ISC COVID-19 Visualizer)

### سامانه غربالگری وزارت بهداشت
- پیشگیری، شناسایی و مراقبت افراد جامعه در مقابل بیماری کرونا

### نوشتارها و مقاله‌ها
- فلوچارت تشخیص و درمان کرونا، مرکز مدیریت بیماریهای واگیر وزارت بهداشت ، درمان و آموزش پزشکی نسخه ۶ اسفند
- کرونا: تکرار تجربه پس از صد سال در ایران از تورج اتابکی